# Test du canard
Vous lisez un « bon article » labellisé en 2020.
Pour les articles homonymes, voir Canard (homonymie).
Quand les canards vont deux à deux

C’est qu’ils ont à causer entr’eux ;

Les passants n’y comprennent rien ;

Mais eux, malins, ils s’entend’nt bien.

Ils s’dis’nt comm’ça des jolis riens :

Couin, couin, couin, couin, couin,.
Le test du canard (en anglais duck test) est un type d'inférence qui, dans sa forme la plus fréquente, s'énonce ainsi : « si ça ressemble à un canard, si ça nage comme un canard et si ça cancane comme un canard, c'est un canard. » Ce raisonnement analogique implique qu'un sujet peut être catégorisé d'après certaines de ses caractéristiques apparentes. L'expression désignant cette inférence par association de traits est d'abord employée aux États-Unis durant la guerre froide, dans le contexte du maccarthysme, et censée faciliter l'identification de sympathisants communistes supposés. Sur le plan linguistique, cette analogie s'analyse comme une imbrication de métonymies et de métaphores sur le plan cognitif, comme un prototypage. Si l'inférence semble relever plutôt de la classification populaire que de l'ornithologie savante, le développement de l'éthologie et les réflexions contemporaines sur la notion d'espèce tendent à accréditer une approche à partir des traits communs, y compris comportementaux. Le « test » du canard pose cependant des problèmes épistémiques, notamment sur l'existence des espèces et la nature de l'inférence mise en jeu : s'agit-il d'une induction, d'une abduction, d'un sentiment épistémique ? Il est par ailleurs sujet à certains biais cognitifs.

## Histoire de l'expression
Bien que l'origine de l'expression soit obscure, le contexte de sa popularisation permet d'en clarifier le sens.

### Origine

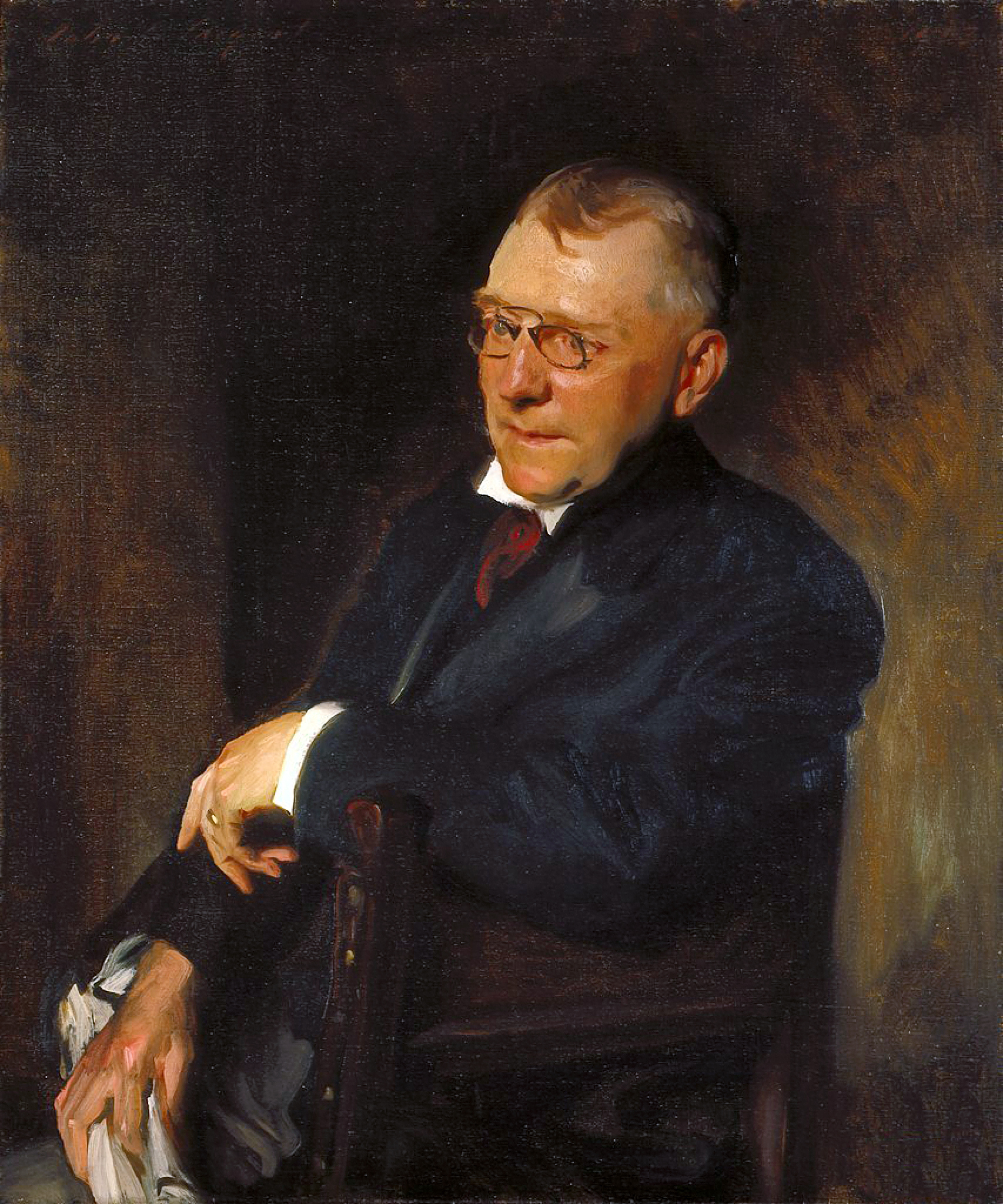
Portrait par John Singer Sargent de James Whitcomb Riley, surtout connu pour ses poèmes pour enfants et la célébration de sa région natale, l'Indiana.

L'origine de cet « authentique proverbe américain » est souvent attribuée, au poète américain James Whitcomb Riley (1849-1916) sous la forme suivante : 

« Quand je vois un oiseau marcher comme un canard, nager comme un canard et cancaner comme un canard, j'appelle cet oiseau un canard. »

 La citation est toutefois absente de l'édition commémorative en dix volumes de ses œuvres complètes et pourrait être apocryphe.
Plusieurs auteurs font par ailleurs remonter — sans autre précision — le test aux exhibitions du canard de Vaucanson, au XVIIIe siècle,,,. Il s'agirait en ce sens d'une sorte de test de Turing,,.

### Essor aux États-Unis

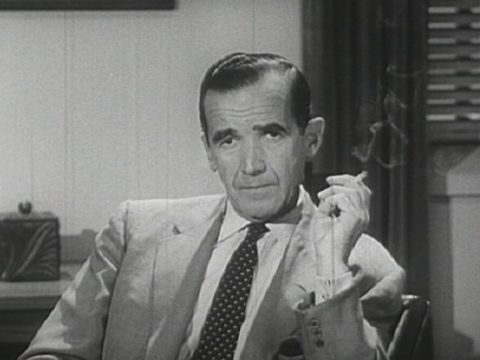
Le test du canard a notamment été employé par Joseph McCarthy à l'encontre du journaliste Edward R. Murrow (en photo) qui dénonçait ses pratiques et qu'il considérait comme un anti-anti-communiste tout aussi dangereux qu'un communiste,.

L'expression de « test du canard » est attestée en 1946 — et décrite alors comme étant immédiatement devenue un « cri de ralliement des forces anti-communistes » — dans le contexte du maccarthysme et de la chasse aux sorcières (witch hunt). Le syndicaliste Emil Mazey (en) aurait dit : 

« Je ne peux pas prouver que vous êtes un communiste. Mais quand je vois un oiseau qui cancane comme un canard, qui marche comme un canard, qui a des plumes et des pieds palmés, et qui s'associe avec des canards, je vais certainement affirmer qu'il est un canard,,. »

L'expression est reprise la même année par le militant anti-communiste Kenneth Goff dans une brochure intitulée Des Traîtres en chaire. Faisant référence aux propos d'Emil Mazey, il accuse quatre pasteurs, dont Harry Emerson Fosdick (en), de cancaner comme des communistes.
L'emploi de cette méthode « d'identification d'animaux sauvages » (wildlife identification), selon l'expression du juriste et historien Daniel Farber (en), se développe lors de la mise en place, en 1947, du programme de loyauté des employés fédéraux américains, dans le cadre duquel un lien de sympathie avec une organisation qualifiée de communiste justifie le refus d'embauche ou la révocation d'un fonctionnaire américain. Durant une audition sénatoriale, l'industriel Haagensen met en rapport le propos de Mazey avec deux autres « tests » : « vous les reconnaîtrez à leurs fruits » (Matthieu 7:20) et « les oiseaux cherchent la compagnie de leurs semblables » (Siracide 27:9.), ajoutant que « l'application technique de ces tests » implique l'examen des actes des personnes suspectées de sympathiser avec le parti communiste ou ses affidés.

En septembre 1948, le syndicaliste américain James B. Carey (en), utilise, devant une commission d'enquête, le « test » à défaut de preuve,. Interrogé par un journaliste du New York Times sur le fait de savoir si les dirigeants d'un syndicat affilié à la CIO étaient ou non communistes, il donne lieu à la première formulation écrite du « test », reprise également par le Time Magazine, en déclarant : 

« Je ne crois pas que cela fasse une différence. Quelqu'un qui ouvre des portes pour le parti communiste est pire qu'un membre du parti communiste. Quand quelqu'un marche comme un canard, nage comme un canard et cancane comme un canard, c'est un canard,. »

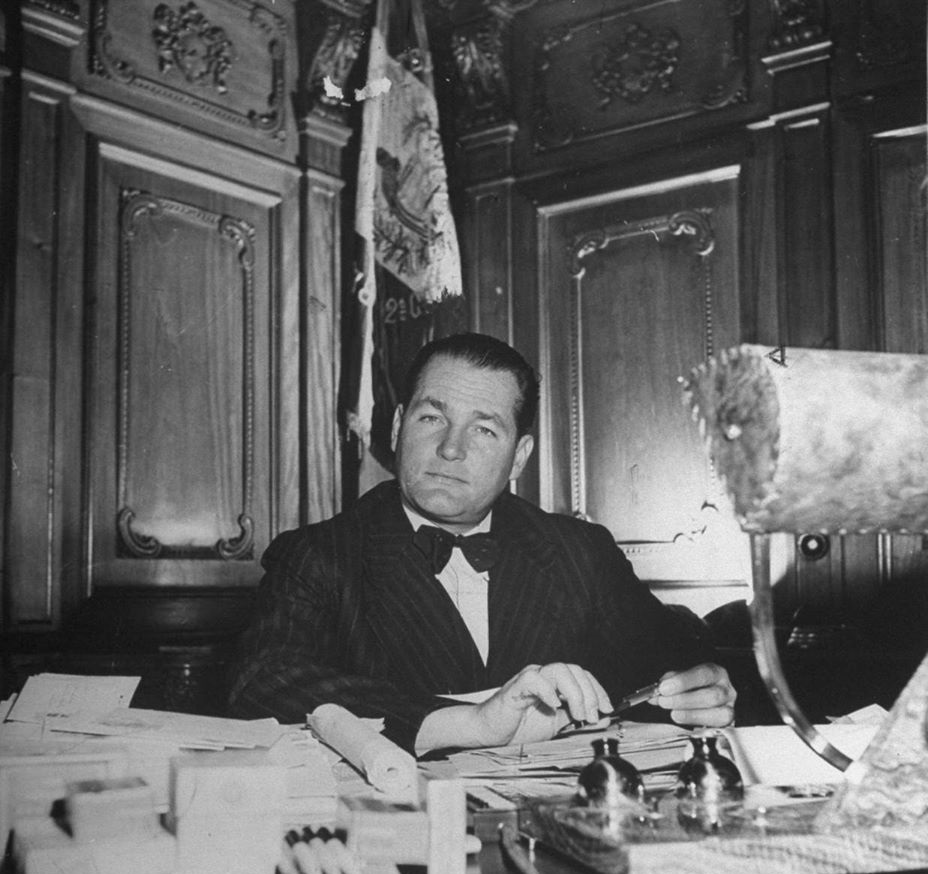
Le président guatémaltèque Juan José Arévalo, après que Richard Cunningham Patterson Jr. a dénoncé l'infiltration de son gouvernement par des canards communistes, obtient le rappel de l'ambassadeur américain à Washington pour raison médicale,, sans toutefois convaincre l'administration américaine que l'affirmation de Patterson est erronée.

L'analogie est popularisée aux États-Unis en 1950 par le diplomate américain Richard Cunningham Patterson Jr. (en) dans une série de conférences où il dénonce le danger communiste que représente selon lui la présence dans le gouvernement guatemaltèque de communistes infiltrés, : 

« Il est bien souvent impossible de prouver légalement qu'un individu est un communiste. Mais dans de tels cas, je recommande une méthode pratique, le test du canard […] Supposez que vous voyez un oiseau qui se promène dans une ferme. Il ne porte pas une étiquette qui dise « canard ». Mais l'oiseau a certainement l'air d'un canard. Et puis il va à la mare, et vous remarquez qu'il nage comme un canard. Il ouvre ensuite son bec et cancane comme un canard. Eh bien à ce moment-là, vous êtes probablement arrivé à la conclusion que c'est un canard, qu'il porte une étiquette ou non,,. »

Le recours à ce « test », qui offre une large marge d'interprétation,, est alors répandu au sein du département d'État. L'historien Richard Immerman (en) note que « les experts du gouvernement américain utilisaient de manière répétée des inférences à la manière de McCarthy, plutôt que de rechercher des preuves sur le communisme guatémaltèque. Ils inféraient que toute politique s'opposant à celle des États-Unis, voire indépendante de celle-ci, était intrinsèquement pro-communiste. Dans certains cas, ils omettaient même certains détails pour renforcer la validité de leurs inférences ». Après le rappel de Patterson, le même test est appliqué par le nouvel ambassadeur américain, John Emil Peurifoy, au successeur d'Arévalo, Jacobo Árbenz Guzmán, préalablement au coup d'État contre ce dernier : lui aussi « pens[e] comme un communiste et parl[e] comme un communiste »,,.

La figure du canard devient très fréquente entre 1950 et 1953, à l'apogée du maccarthysme, dans le contexte de la « peur rouge » et de la chasse aux crypto-communistes,. Les références au test du canard sont en particulier très nombreuses chez les enquêteurs de la commission d'enquête sénatoriale sur les activités anti-américaines. Elle est notamment utilisée durant cette période par Harvey Matusow, un renégat communiste, qui déclare : 

« Mon hypothèse de base ou ma prémisse était que si ça nage comme un canard, se dandine comme un canard et cancane comme un canard, c'est un canard. Ce qui est d'ailleurs la tactique de McCarthy. J'ai juste été un peu plus loin que ça,. »

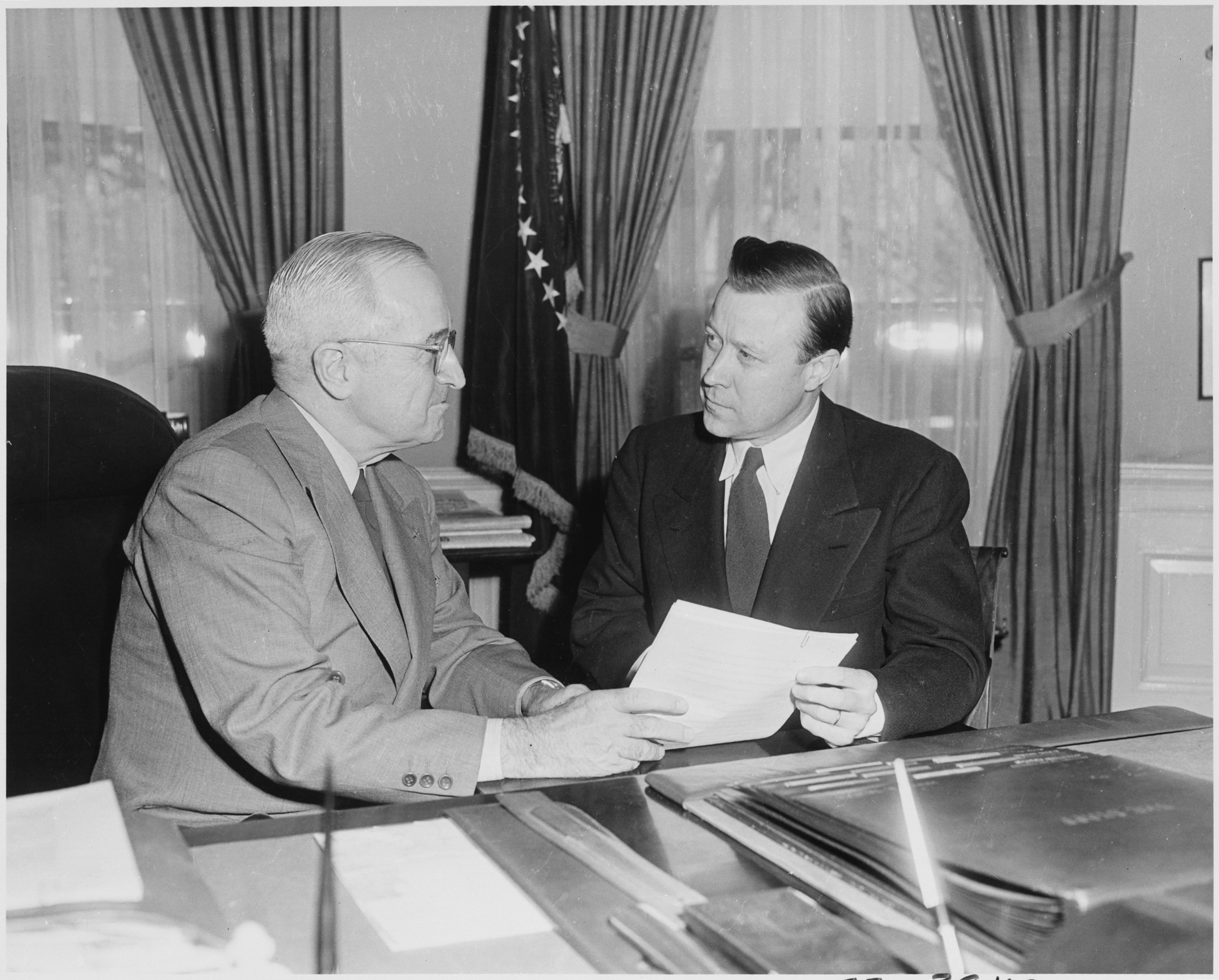
Bien que Walter Reuther (à droite à côté du président Harry Truman) se soit donné pour mission d'éradiquer le communisme de son syndicat, il est lui-même considéré par J. Edgar Hoover, le directeur du FBI, comme un communiste,,.

Walter Reuther, chef du syndicat CIO et anti-communiste notoire auquel la paternité du test est parfois attribuée, tient des propos similaires : 

« Nous avons une maxime au syndicat : « si un type a l'air d'un canard, cancane comme un canard et marche comme un canard, il est possible que ce soit un canard ». C'est la même chose avec un communiste. Si un type fait tout ce que le parti fait, il est probable qu'il soit un membre du parti ou un compagnon de route,,. »

Joseph McCarthy lui-même utilise le test, qu'il attribue à un « ami fermier ». Il l'emploie notamment à l'encontre du patron de presse William T. Evjue (en), ce qui entraîne le commentaire suivant du Milwaukee Journal : 

« M. Evjue a l'air d'un capitaliste, il marche comme un capitaliste et cancane d'une voix qui est entièrement la sienne propre, parfois comme un capitaliste, parfois comme l'oracle de Delphes et parfois comme le Chapelier fou, mais toujours amusante. »

Le journaliste américain Joseph Wershba estime que l'utilisation du test du canard pour établir une culpabilité par association constituait la « taxonomie habituelle de l'école mccarthienne de zoologie politique ». R. W. Scott McLeod (en), un proche collaborateur de McCarthy, donne ainsi à ses enquêteurs un « mantra » : l'emploi dans le gouvernement est un « privilège », pas un droit, et si un suspect « se dandine comme un canard, cancane comme un canard et s'associe avec des canards », il n'est pas nécessaire de prouver qu'il appartient à l'espèce pour se débarrasser de lui.

Les « canards » ainsi mis en cause sont non seulement des espions soviétiques stricto sensu ou des membres du parti communiste américain, mais aussi des « compagnons de route » ou des « dupes » qui sont « mous sur le communisme »,. Le test conduit par exemple à considérer qu'un Blanc qui fait partie d'organisations comme la NAACP ou même qui socialise avec des Noirs est probablement un canard. Ainsi conçu, il justifie donc la notion de « culpabilité par association », comme l'exprime en 1952 le journaliste John O'Donnell (en) dans le New York Daily News : 

« La doctrine de la « culpabilité par association » signifie que si vous vous promenez avec des canards, si vous avez l'air d'un canard, si vous cancanez comme un canard et nagez comme un canard, il y a une base raisonnable pour supposer que vous êtes un canard. »

### Reprise en Israël

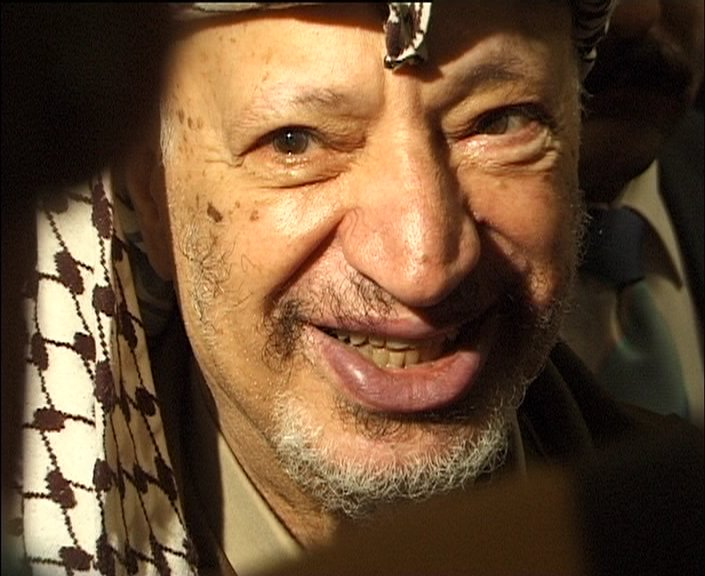
Pour Ehud Barak, Yasser Arafat marche et cancane comme un terroriste.

Plus récemment, le test du canard a fait un retour remarqué dans l'argumentaire de politiciens israéliens s'exprimant en anglais :
- en 2000, Avraham Burg déclare, à propos de la « solution à deux États » : « Si ça marche comme un canard, si ça parle comme un canard et si ça sonne comme un canard, c'est un État palestinien[68],[69]. » ;
- en 2002, Ehud Barak déclare à propos de Yasser Arafat : « Il se trouve que Yasser Arafat se comporte comme un terroriste, qu'il a l'air d'un terroriste, qu'il marche et cancane comme un terroriste, alors peut-être bien qu'il est un terroriste[67],[69]. » ;
- en 2012, Benyamin Netanyahou déclare à propos du programme nucléaire de l'Iran : « Si ça ressemble à un canard, si ça marche comme un canard et cancane comme un canard qu'est-ce que c'est ? Eh oui ! C'est un canard — mais ce canard est un canard nucléaire. Et il est temps que le monde appelle un canard un canard[70],[71],[69],[72]. »

Dans un article publié en 2011, le politologue américain Bruce Jentleson (en) invite à la méfiance à l'égard du test du canard. Il considère que ce dernier, en associant tout ce qui évoquait le « radicalisme » à la sphère d'influence soviétique, a constitué une composante importante des échecs de la politique étrangère américaine durant la guerre froide dans ce qu'il était convenu d'appeler le tiers monde et qu'il convient, pour les États-Unis, d'éviter de répéter les mêmes erreurs à l'égard du monde arabe et, pour ce faire, d'éviter « les généralisations allègres, la pensée binaire et l'alarmisme », les analogies trompeuses, ainsi que « l'incapacité concomitante à […] identifier les différences, inhérente au test du canard ».

## En tant qu'analogie

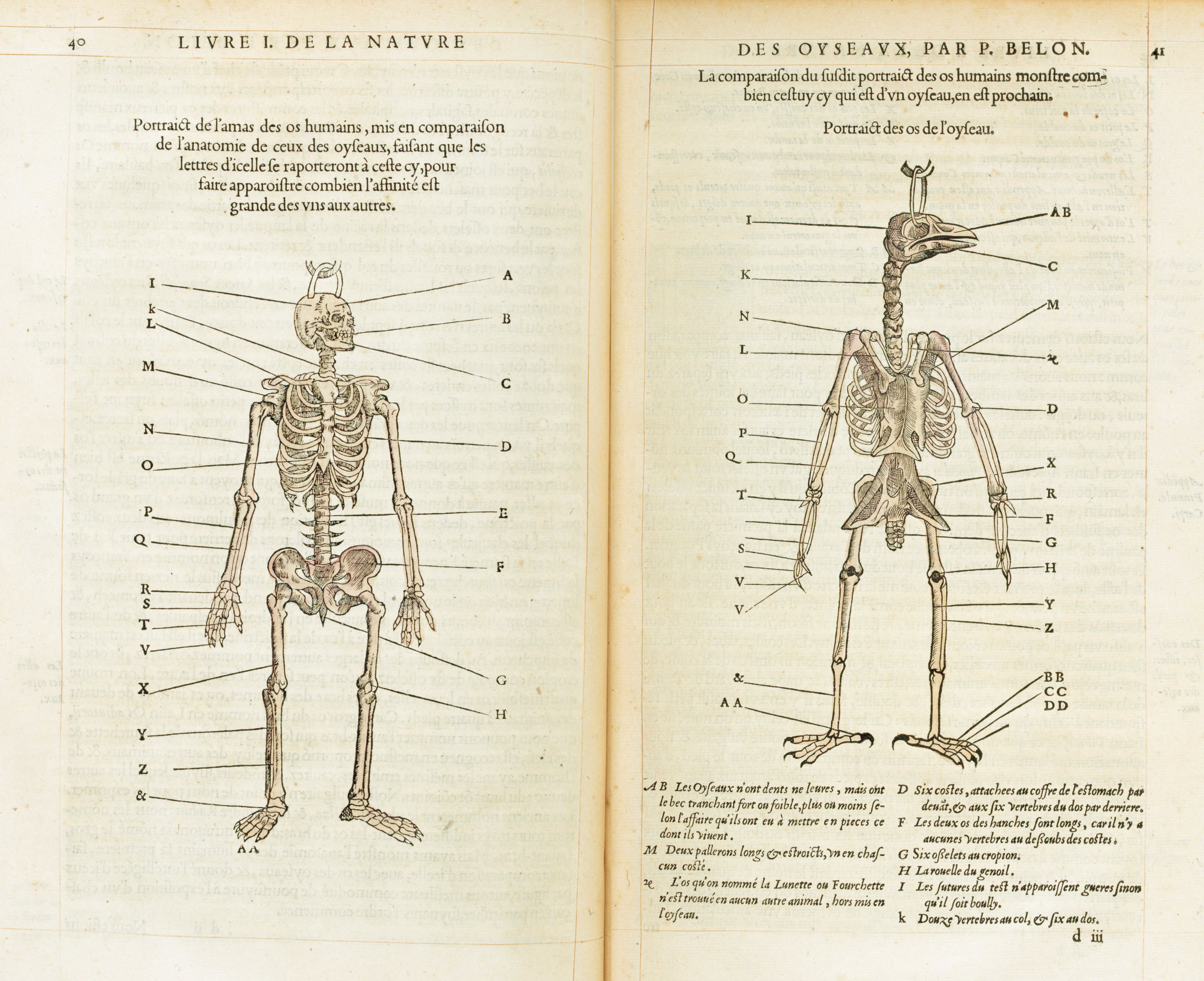
Comparaison entre le squelette de l'homme et celui de l'oiseau selon Pierre Belon (1555), où l'argument d'analogie est renforcé par un isomorphisme visuel et par l'emploi des mêmes lettres pour désigner les os.

Plusieurs auteurs relèvent que le test du canard est une analogie,,, d'autres estimant qu'il s'agit d'une métaphore,,. L'analogie est généralement définie comme l'importation d'un savoir vers un domaine cible, à partir d'un domaine source mieux connu, par l'établissement de correspondances entre les deux,. Jacques Fontanille précise en outre qu'elle pose une similarité qui n'est donc pas un donné ou un présupposé.

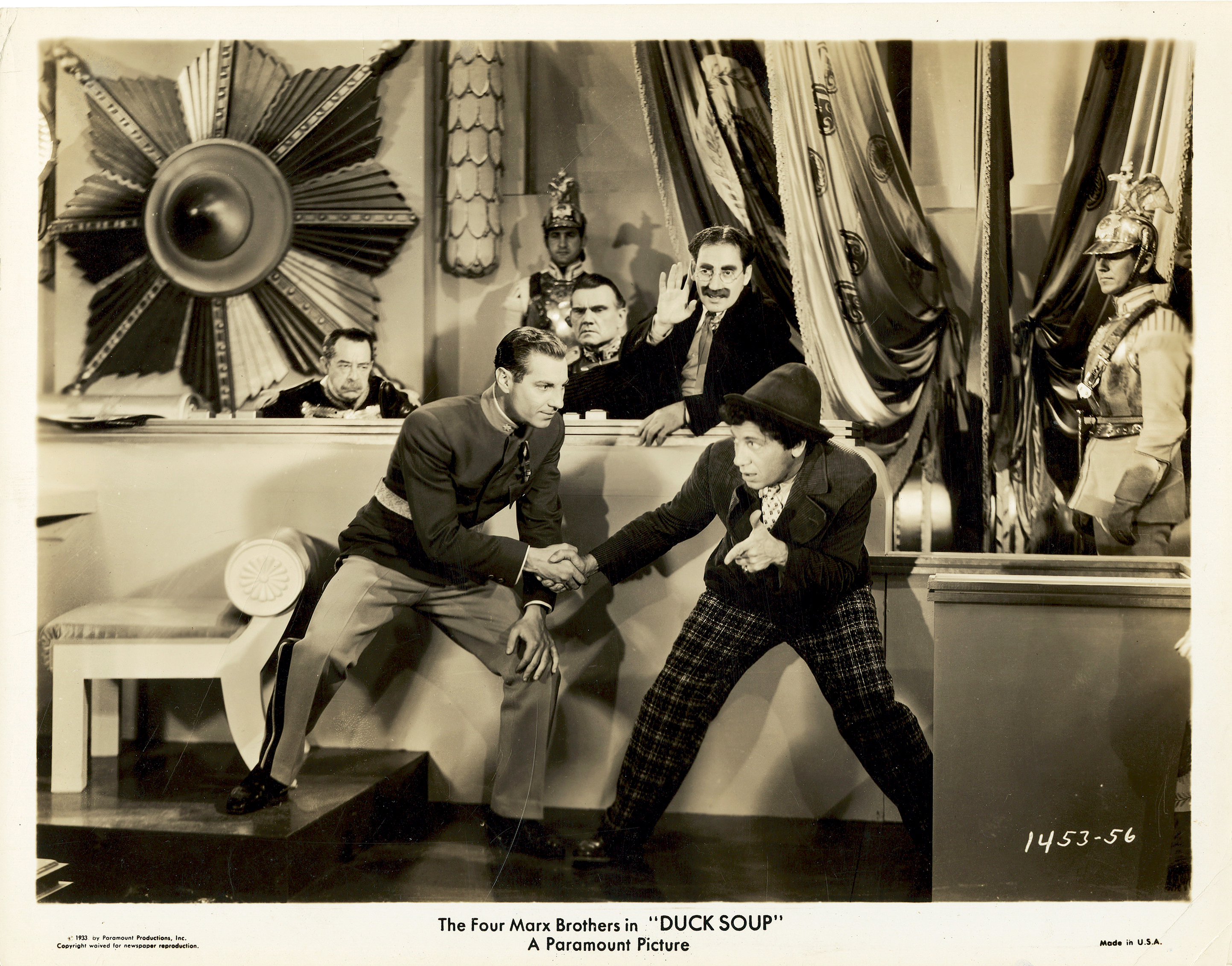
Dans La Soupe au canard, pour défendre Chicolini (Chico Marx, debout à droite), dont le personnage évoque les stéréotypes liés à l'immigration, le plaidoyer de Rufus T Firefly (Groucho Marx, debout au centre) retourne parodiquement le fonctionnement de l'analogie : Chicolini ici présent parle peut-être comme un idiot et ressemble peut-être à un idiot, mais que cela ne vous trompe pas, c'est vraiment un idiot.

C'est un procédé argumentatif, qualifié d'argument a pari (par la similitude) ou a comparatione (par la comparaison),, visant à convaincre un auditoire de la véridicité d'une affirmation, en mettant cette dernière en relation avec une opinion ou une réalité réputée admise par cet auditoire : pour emporter la conviction que certains traits, le plus souvent des actions, ou comportements suffisent à caractériser un adversaire comme un communiste ou un terroriste, on établit une analogie avec le fait, réputé admis par l'auditoire, que certaines caractéristiques morphologiques ou comportementales permettent d'identifier un canard. L'effet prosodique de l'argument est au demeurant renforcé en anglais par l'emploi de verbes monosyllabiques assonant avec le mot anglais duck : avoir l'air (look), marcher (walk), cancaner (quack), parler (talk). Il peut toutefois s'agir aussi, plus rarement, de caractéristiques physiques : les plumes, les pieds palmés, le bec ou les ailes.
| |  |  |
| Dans le dessin de gauche, Grandville représente un canard jouant de la clarinette qui « fait un canard », c'est-à-dire une fausse note,. Dans celui de droite, où Grandville illustre la prohibition des rassemblements de « Canards et autres Animaux socialistes qui ont la manie de se réunir en groupes »,, le canard renvoie au fouriérisme et au sens du mot dans « l'argot des bourgeoises », celui de « mari fidèle et soumis ». |  |  |

La figure du canard et le choix des termes associés peuvent également répondre à un objectif rhétorique. Plusieurs études suggèrent que l'évocation d'un canard « entre en résonance avec l'inconfort de la différence » et que la dissemblance suscite l'aversion,,. Richard Wiseman affirme, au terme de recherches expérimentales sur les plaisanteries,, que le canard y est perçu par un anglophone comme « le plus drôle des animaux »,, et que l'allitération en k a, pour un anglophone, un effet comique : nonobstant le comique d'incongruité de toute onomatopée, le rapprochement de duck et de quack serait ainsi pour ce dernier plus drôle que celui de bird (oiseau) et de cheep (cui), ce que Wiseman explique par l'hypothèse du feedback facial (en) sur la relation entre l'expression faciale et les affects,.
Outre l'aspect rhétorique, le test du canard s'analyse également sur le plan cognitif. Selon George Lakoff la métaphore, dont l'analogie est une explicitation, est, tout comme la métonymie une forme fondamentale « incarnée » de l'appréhension du monde, que Charles Fillmore appelle un cadre sémantique (en) et George Lakoff, un modèle cognitif idéalisé (en) : notre compréhension est conditionnée par les « termes des métaphores » sans même que nous nous en rendions compte. La métaphore est en ce sens créatrice de réalité,, de similarités dans un domaine cible sous forme de projection (mapping) à partir d'un domaine source,.

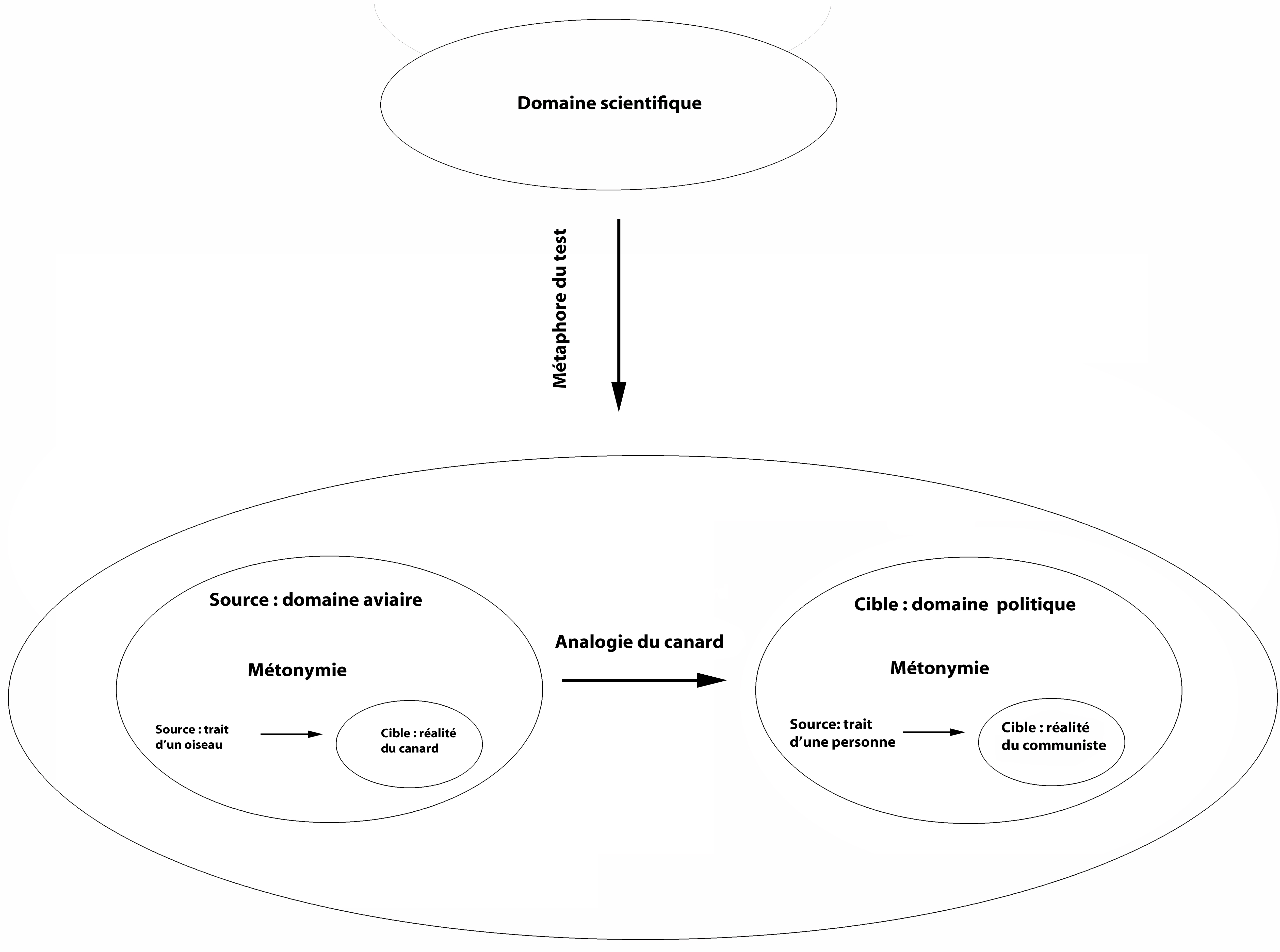
Articulation entre métonymies et métaphore dans le test du canard.

Le test du canard repose ainsi sur une combinaison de plusieurs projections :
- Il y a d'abord deux « métonymies conceptuelles ». D'abord, une métonymie concernant la source de l'analogie, le canard, qui opère sur le plan du langage mais aussi sur le plan visuel, par une projection entre un domaine source, l'apparence, vers un domaine cible, la réalité : « si cela ressemble à un canard, c'est un canard »[165]. Un prédicat apparent, dont la vérité n'est pas établie (cela ressemble à un canard) est considéré comme une source de savoir (c'est un canard)[165],[166]. Dans cette métonymie, la source joue le rôle d'un prototype[167]. Ensuite, une seconde métonymie dans le domaine cible de l'analogie, entre, par exemple, le comportement d'un communiste supposé et le fait qu'il s'agit vraisemblablement d'un communiste. Dans cette seconde métonymie, la source a souvent le caractère d'un stéréotype[168]. Les deux métonymies ont des caractéristiques qui sont, selon George Lakoff, celles des métonymies conceptuelles : elles visent à comprendre un concept cible (respectivement l'identification du canard et du communiste) ; il existe une structure conceptuelle comprenant aussi bien l'identification du canard et du communiste que les traits caractéristiques observés, les essences du canard et du communiste, considérées comme un ensemble de traits propres et stables ; les traits observés, par exemple le dandinement ou le cancanement, en font partie ; ils sont plus faciles à appréhender, à mémoriser ou à reconnaître que les concepts cibles[169].
- Ces deux métonymies sont articulées par une analogie, grâce à laquelle un savoir supposé connu dans le domaine source, l'identification d'un canard à partir de ses traits, est mis en rapport avec un problème à résoudre dans le domaine cible, l'identification d'un crypto-communiste, par projection de certains éléments du premier dans le second[170]. Cette pertinence supposée du modèle explicatif repose donc sur une similarité de structure entre les deux domaines, celui des canards et celui des communistes[171], une telle mise en relation explicite n'excluant pas des métaphores conceptuelles implicites comme celle de l'esprit en tant que corps[172],[173],[174]. Plusieurs auteurs relèvent que de telles analogies sont fréquentes dans le discours politique, qu'elles jouent un rôle important dans la manière d'appréhender les problèmes[82], en particulier quand il s'agit de légitimer un point de vue sur un sujet contesté[175].
- L'analogie ci-dessus est enfin présentée comme un test, le terme étant employé à titre métaphorique, pour suggérer implicitement que l'analogie suit une démarche scientifique, par exemple hypothético-déductive. Il s'agit soit d'un effet rhétorique destiné à emporter la conviction de l'auditoire, comme dans le contexte du maccarthysme où ce n'était « pas un « test » mais un dispositif rhétorique folklorique »[176], soit d'un effet humoristique[177],[178], comme le raisonnement loufoque et fallacieux, du type cum hoc ergo propter hoc[179], que constitue l'ordalie de la sorcière présumée dans le film Monty Python : Sacré Graal !, consistant à vérifier si cette dernière pèse autant qu'un canard, au motif qu'une sorcière brûle, que le bois brûle également, qu'il flotte, qu'un canard flotte également et que « donc logiquement si [une personne] a le poids d'un canard, elle est en bois et par conséquent une sorcière »[180],[181],[182],[183].

## En tant que prototypage

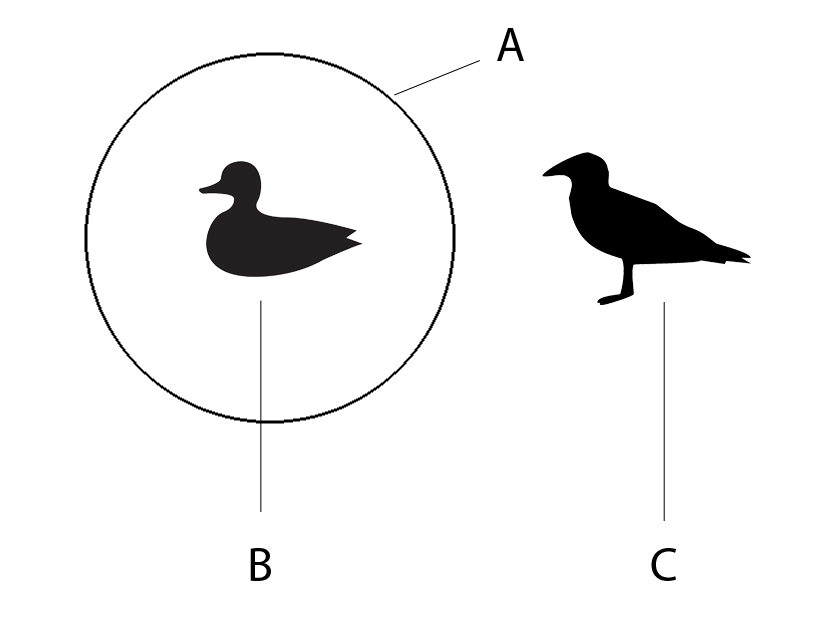
Test du canard selon une propriété définitoire (A). L'oiseau B répond au critère, mais pas l'oiseau C.

La catégorisation à partir de traits saillants, inhérente au test du canard, a suscité un grand intérêt sur le plan cognitif. Plusieurs auteurs estiment que ce jugement de similarité doit être analysé selon la théorie du prototype,,.
Pour Aristote, la définition d'un animal est donnée par un genre et une différence spécifique dont la combinaison circonscrit l'espèce. La démarche de la définition est analogique, il s'agit de rechercher des propriétés que des individus ont en commun pour caractériser des espèces, puis de répéter la même démarche pour trouver le genre commun ; par exemple « l'os de la seiche, l'arête et l'os proprement dit […] possèdent des attributs qui leur appartiennent comme si [ils] étaient d'une seule et même nature de cette sorte ». Dans la théorie classique, inspirée d'Aristote, une catégorisation comme celle du canard repose sur des propriétés substantielles, appelées parfois attributs critériaux définitoires ou propriétés intrinsèques, que partagent tous leurs membres et qui sont indépendantes de la personne qui effectue la catégorisation. Le canard peut ainsi être défini comme un palmipède de basse-cour ou comme un animal qui fait coin-coin en français, quack-quack en anglais, bra-bra en islandais ou rap-rap en néerlandais, et la capacité d'associer une représentation de l'animal à ces traits sémantiques peut être testée.

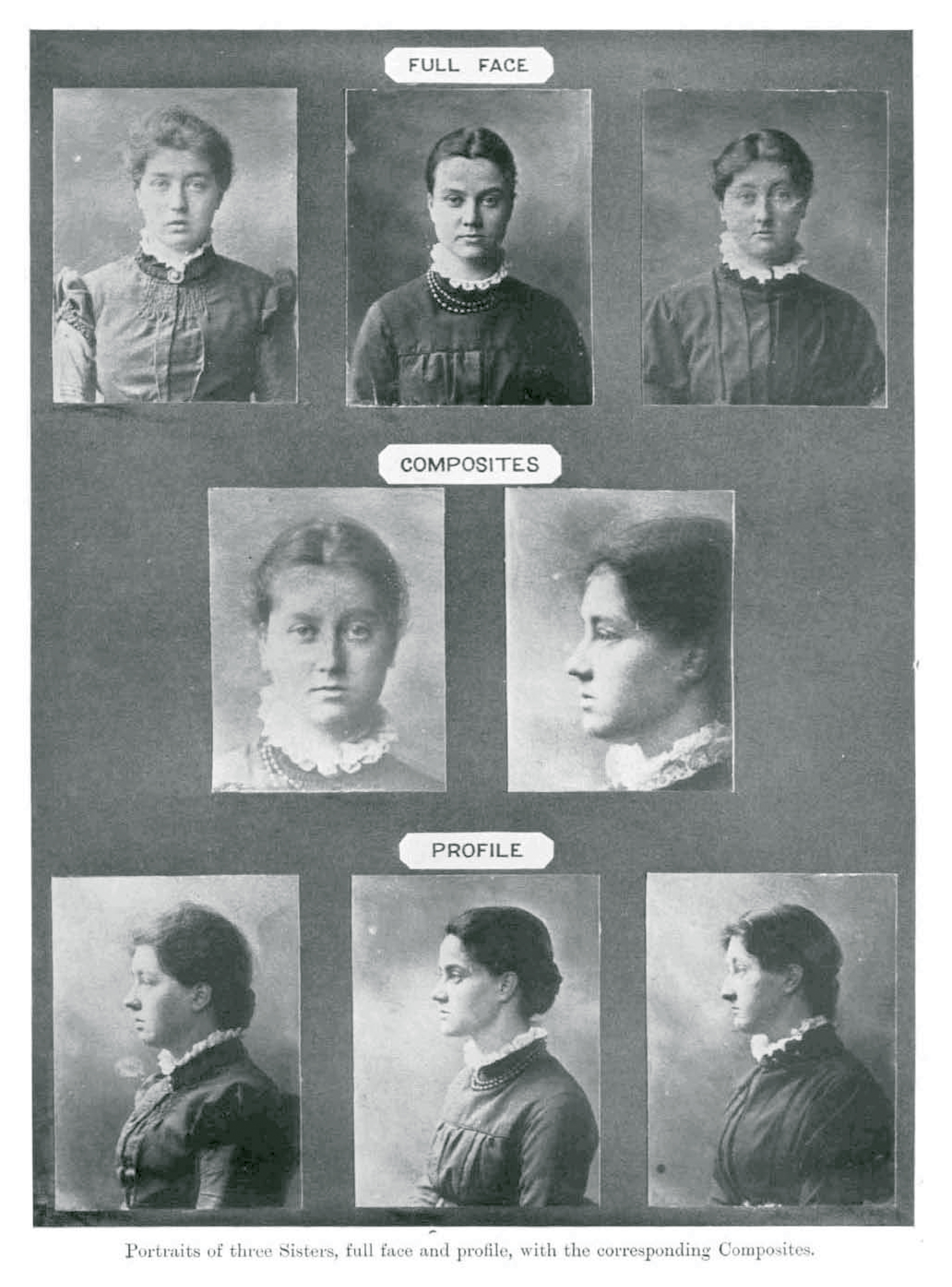
Portrait composite par Francis Galton de l'air de famille de trois sœurs. Un tel portrait vise, selon Joseph Jastrow,étant donnée une série d'objets ayant en commun une caractéristique intéressante, à trouver un type unique qui puisse représenter l'ensemble du groupe,.

Cette approche a été remise en cause à partir de 1973 par Eleanor Rosch, dans le cadre de recherches sur le prototype dont le soubassement théorique avait été développé par Ludwig Wittgenstein avec la notion de ressemblance familiale,,, quand bien même Wittgenstein lui-même ne fait aucune référence au prototype,. Pour Wittgenstein, la croyance en une essence commune procède d'une « soif de généralité » et de « confusions », en particulier « la tendance à chercher quelque chose de commun à toutes les entités que nous subsumons communément sous un terme général ». Cherchant à caractériser ce qu'ont en commun les jeux, il conclut qu'il ne peut « mieux caractériser ces ressemblances que par l’expression d’air de famille ; car c’est de cette façon là que les différentes ressemblances existant entre les membres d’une même famille (taille, traits du visage, couleur des yeux, démarche, tempérament, etc.) se chevauchent et s’entrecroisent ». Il utilise l'image du fil pour illustrer l'idée : « la solidité du fil ne tient pas à ce qu’une certaine fibre court sur toute sa longueur, mais à ce que de nombreuses fibres se chevauchent ». L'enchevêtrement des brins, qui s'oppose à l'unicité du fil rouge, permet de penser une ressemblance constitutive qui n'est pas une identité substantielle,. Empruntant à la zoologie l'expression de classe polythétique, Rodney Needham a importé la notion dans le domaine des sciences humaines. Selon Dan Sperber, le terme polythétique ainsi employé se définit par un ensemble de traits : « pour que le terme s'applique à une chose, il suffit que cette chose possède un sous-ensemble assez large de ces traits ; il n'est pas nécessaire, en revanche, qu'elle les possède tous, ni qu'elle en possède un en particulier ».

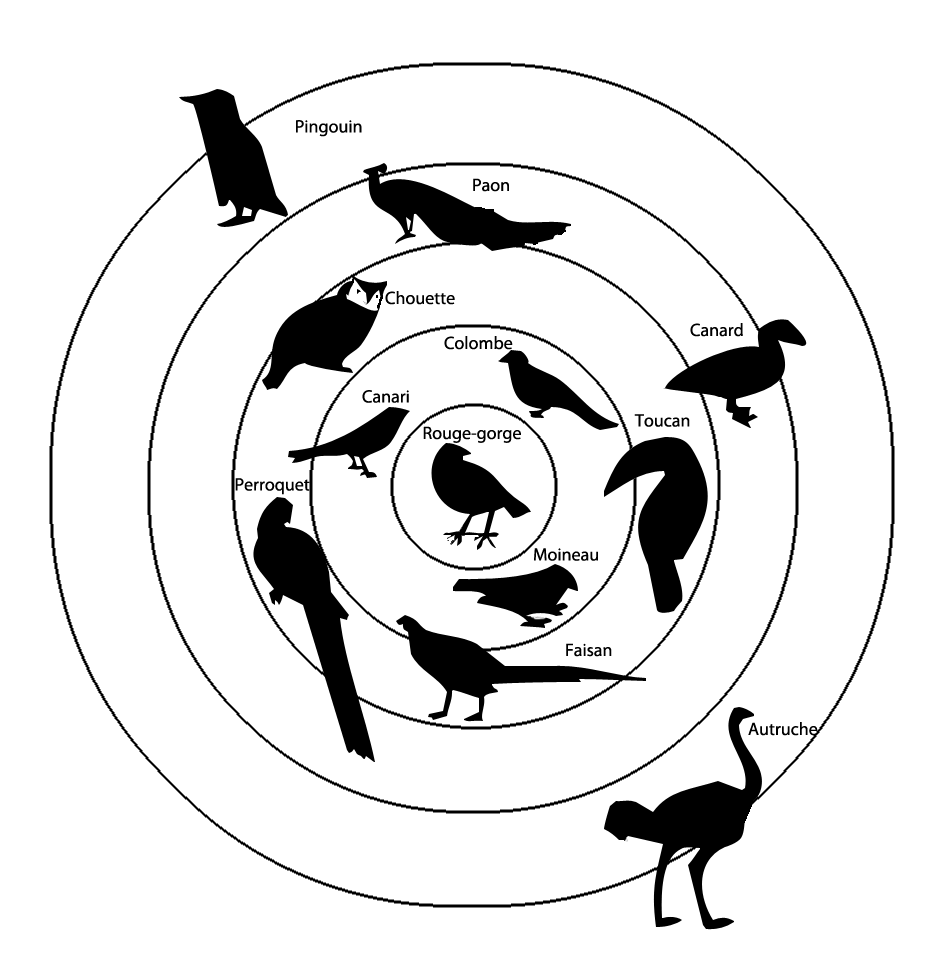
Eleanor Rosch prouve expérimentalement que le rouge-gorge est un meilleur prototype de la catégorie des oiseaux que le canard,.

À partir des années 1970, Eleanor Rosch introduit une « révolution » en faisant reposer la catégorisation sur la base du degré de similarité avec le meilleur exemplaire ou représentant de la catégorie appelé prototype. Elle s'appuie sur la notion d'air de famille pour analyser ce qu'elle appelle les catégories sémantiques, qu'elle distingue des catégories dites naturelles, telles celles relatives aux formes et aux couleurs, qui pourraient s'expliquer au seul plan neurophysiologique. Sur le plan sémantique, Rosch fonde la pertinence de la catégorisation sur son utilité : catégoriser un oiseau comme un canard permet de faire des inférences à son sujet, d'en « connaître autant d'attributs que possible »,. Une catégorie se forme à partir d’attributs inter-prédictibles et la typicalité d’un item se mesure au nombre d’attributs qu’il partage avec le reste de la catégorie. L'attribut est considéré comme un indice (cue) qui permet d'inférer une propriété de l'objet ou sa catégorie. Cette évaluation de ce que Rosch appelle la validité d'indice (cue validity), plus ou moins élevée selon que l’appartenance à la catégorie est plus ou moins assurée lorsque l’indice est présent : « le principe des relations de ressemblance familiale peut être reformulé en termes de validité d'indice puisque les attributs les plus distribués parmi les membres de la catégorie et les moins distribués parmi les membres de catégories contrastives sont, par définition, les indices les plus valables de l'appartenance à la catégorie en question ».

## En tant qu'identification
Comme le note Alain Séguy-Duclot, dire qu'un animal ressemble à un canard et identifier un animal comme un canard sont deux affirmations très différentes : pour tout un chacun, canard est un type qu'on peut se représenter, mais pour un spécialiste, qu'il s'agisse d'un chasseur ou d'un savant, qui se représente plusieurs espèces très différentes de canard, canard est un concept, « il ne peut dessiner qu’une espèce particulière et seule l’espèce est un type ». L'identification d'un canard s'opère en outre de manière différente dans l'ornithologie populaire et dans l'ornithologie savante.

### Perspective ethnobiologique

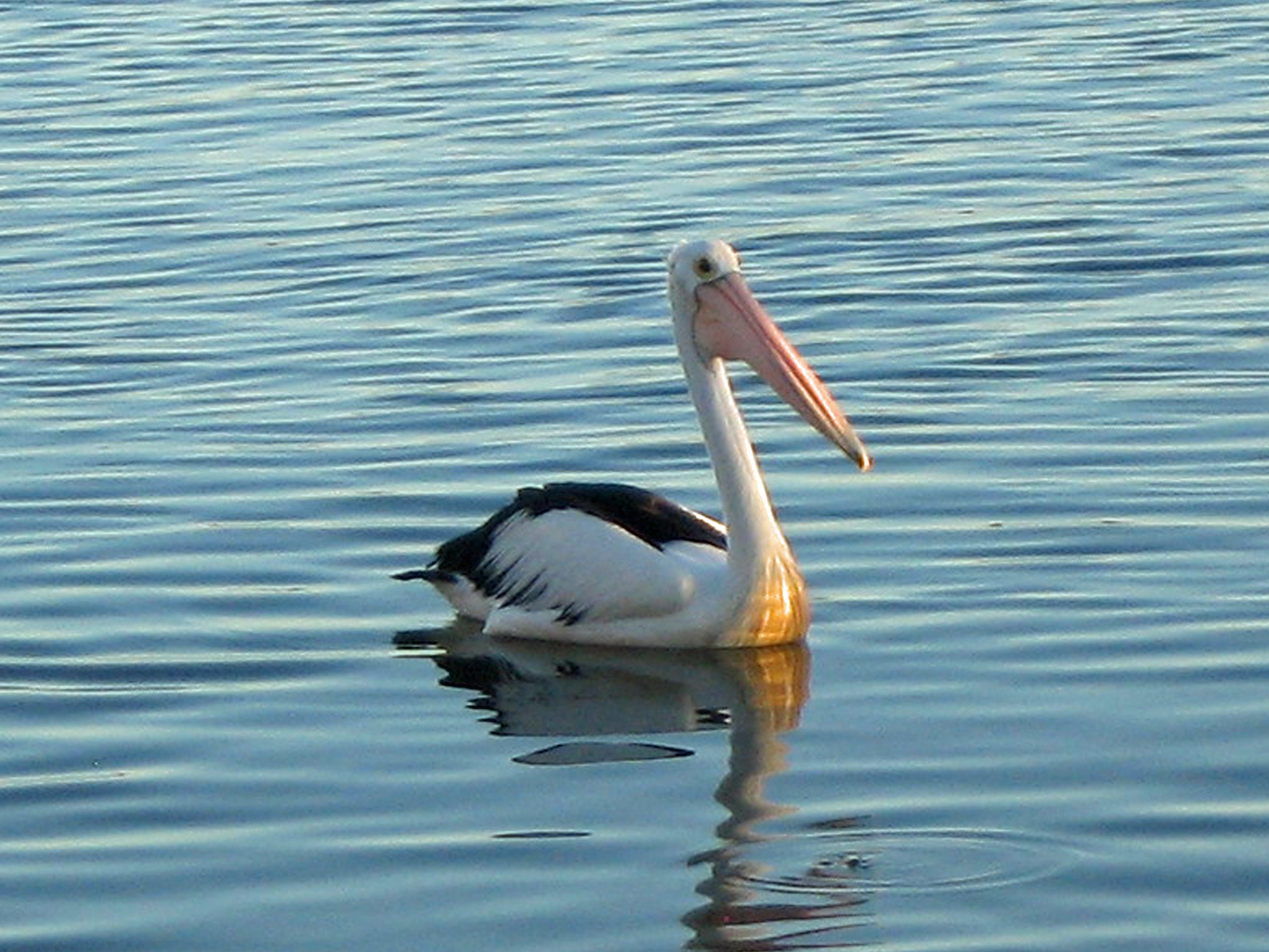
Un pélican à lunettes, parvenu en 1979 dans l'île de Halmahera où il était précédemment inconnu, y est d'abord identifié comme un canard (o bebe), américain (o bebe-amerika) ou allemand (o bebe-jerman), avant qu'un consensus ne s'établisse pour le réputer australien (o bebe-australia),.

Les travaux de Brent Berlin (en) suggèrent que la typologie des espèces est relativement constante parmi les différentes cultures du monde et qu'il ne s'agit donc pas de constructions intellectuelles variant d'une culture à l'autre,, quand bien même leur portée fait débat. Ils apporteraient ainsi une forme de validation universelle au test du canard, en convergeant avec les thèses de Rosch : en matière de taxinomie populaire (parfois appelée parataxonomie), dont la taxinomie savante serait issue,, la catégorie psychologique de base n'est pas aussi générale que le rang d'ordre mais plutôt proche de la famille, désignée par un lexème simple (par exemple canard),, qui combine les avantages d'être simple et facile à mémoriser, d'avoir une validité d'indice élevée et d'être perçue globalement comme une forme (Gestalt) sans analyse de traits distinctifs.
Ces thèses font l'objet d'une confirmation expérimentale en matière de discrimination et d'identification d'oiseaux : des collégiens américains et des chasseurs jivaros, sont pour la plus grande part d'accord entre eux sur les critères de ressemblance entre différentes espèces d'oiseaux et leurs critères sont proches des critères morphologiques mis en œuvre par l'ornithologie scientifique et leur prise en compte ne dépend ni d'une formation à la taxinomie, ni d'une familiarité avec ces oiseaux, ni de la possession d'un vocabulaire approprié,,.
Si les animaux sont bien perçus universellement comme des espèces naturelles, leur catégorisation s'inscrit toutefois dans un système culturel qui ne recouvre pas nécessairement celui de la zoologie scientifique. Cet aspect est notamment souligné par Ralph Bulmer (en), pour lequel le fait que les classifications populaires distinguent des espèces naturelles entretenant des relations logiques avec les espèces scientifiques ne signifie pas nécessairement qu'il y ait des relations directes et a fortiori de correspondance exacte entre les premières et les secondes,. Différentes cultures ne catégorisent par exemple pas les canards sauvages et ceux domestiques de la même manière, les seconds n'étant pas appréhendés comme « oiseaux »,,.

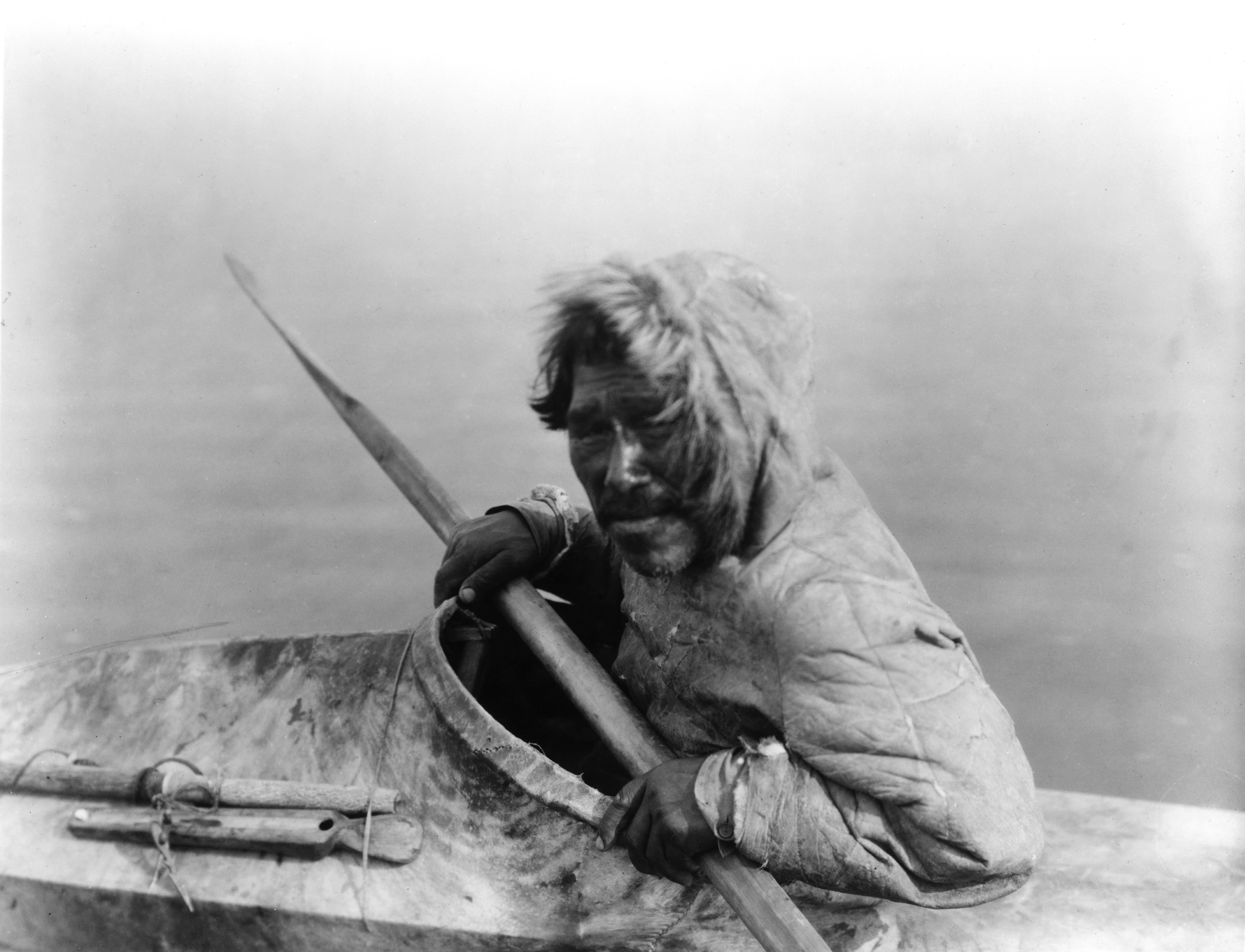
Les Inuits ont un nom vernaculaire pour la plupart des espèces connues d'anatidés, bien qu'ils n'en chassent qu'une petite partie. Photo d'Edward Sheriff Curtis.

Les enquêtes ethnobiologiques sur les processus d'identification s'inscrivent dans le cadre de débats sur la prééminence du désir de comprendre le milieu ou de l'utiliser. Le biologiste américain Laurence Irving (en), spécialiste du vocabulaire ornithologique des Iñupiat d'Alaska, observe que leur vocabulaire ornithologique varie selon les espèces : ils ont un nom vernaculaire pour 95 à 100 % des espèces connues d'anatidés, mais leur vocabulaire pour décrire les picidés est rudimentaire. Il s'interroge sur la richesse de leurs noms pour les canards, eu égard au fait que seules quelques espèces en sont chassées, et conjecture que, puisqu'il ne s'agit pas d'une nécessité pratique et que les signes de reconnaissance de ces oiseaux sont entremêlés d'appréciations subjectives sur leur forme, leur couleur et leurs actions, la « culture méticuleuse du savoir que représente la dénomination exhaustive de cette avifaune répond à un désir humain d'activité intellectuelle ». Un autre anthropologue, Igor Krupnik, observe que les Yupiks ont jusqu'à trois synonymes pour une certaine espèce de canard, mais que les locuteurs autochtones ne sont plus capables d'en expliquer les nuances.

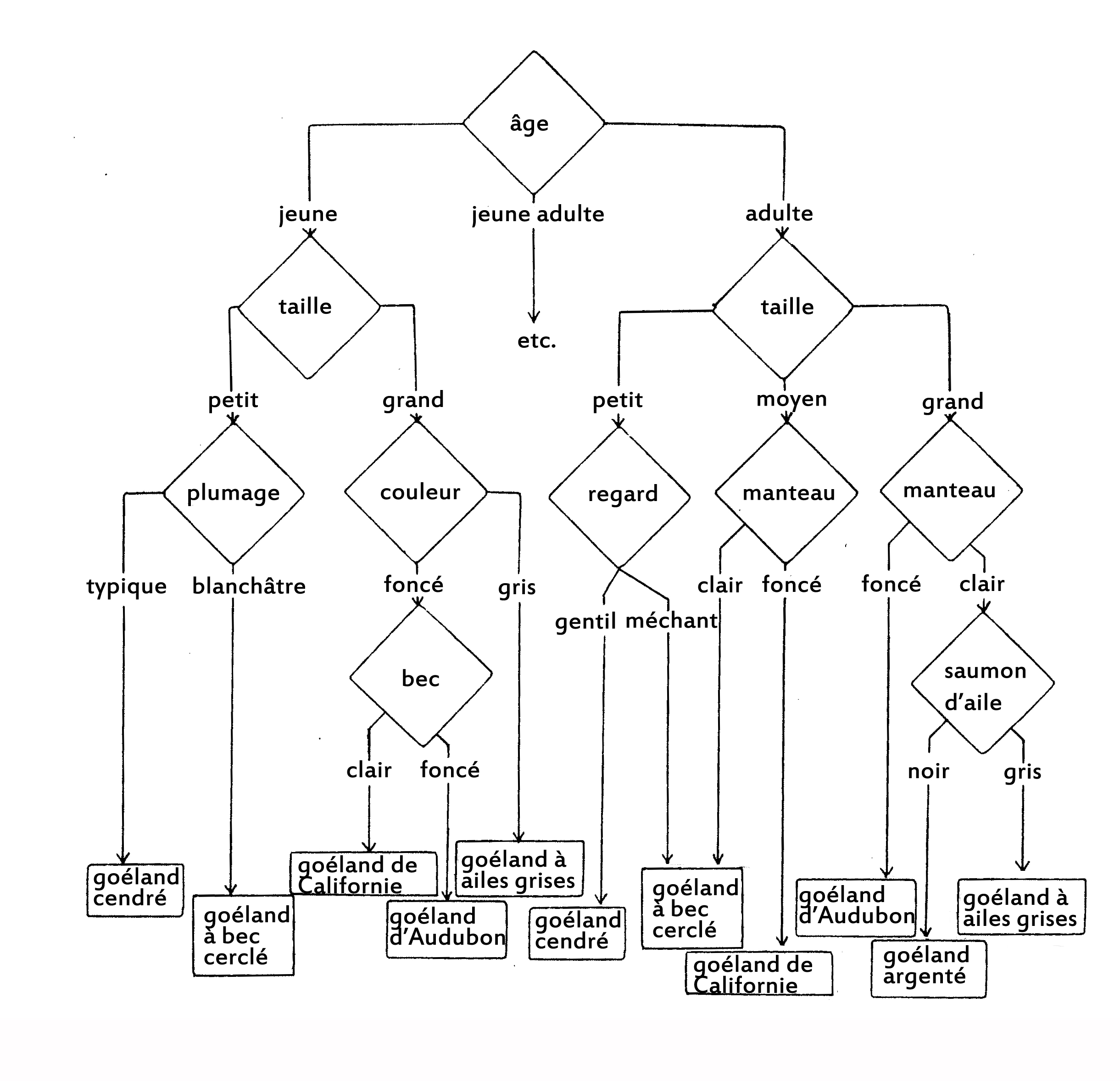
Processus d'identification des goélands selon Hunn. Les losanges indiquent des évaluations et les rectangles, leurs résultats.

D'autres enquêtes s'attachent plutôt à mesurer l'effet de l'expertise sur l'identification. James Boster et Jeffrey Johnson, au terme d'une comparaison des processus d'identification de poissons chez des pêcheurs novices et experts aux États-Unis, estiment que les novices fondent leurs jugements de similarité sur des critères principalement formels, tandis que les experts prennent en considération des critères fonctionnels et utilitaires, et que les jugements des novices sont plus proches de la taxinomie scientifique.
En revanche, une étude relative aux oiseaux et comparant les évaluations de similarité portées par des étudiants urbains, des ornithologues amateurs américains et des Indiens guatémaltèques fait ressortir des différences : si les inférences des trois groupes sont globalement conformes à la classification scientifique, celles des étudiants, fondées sur des critères morphologiques, en sont les plus éloignées, ce qui laisse à supposer que l'universalité supposée des schémas catégoriels doit être pondérée par une part de connaissance du sujet ; celles des Indiens, influencées par des considérations causales ou écologiques, sont plus éloignées de la taxonomie scientifique que celle des amateurs américains, dont les critères ne sont pas bien expliqués par les théories de Rosch. De son côté, Eugene Hunn, étudiant l'observation de goélands par des ornithologues amateurs américains, conclut qu'ils les appréhendent dans une « globalité fusionnante » par le truchement d'une « coordination complexe de jugements sur la taille, la forme et le mode de vol de l'oiseau ».

### Perspective ornithologique

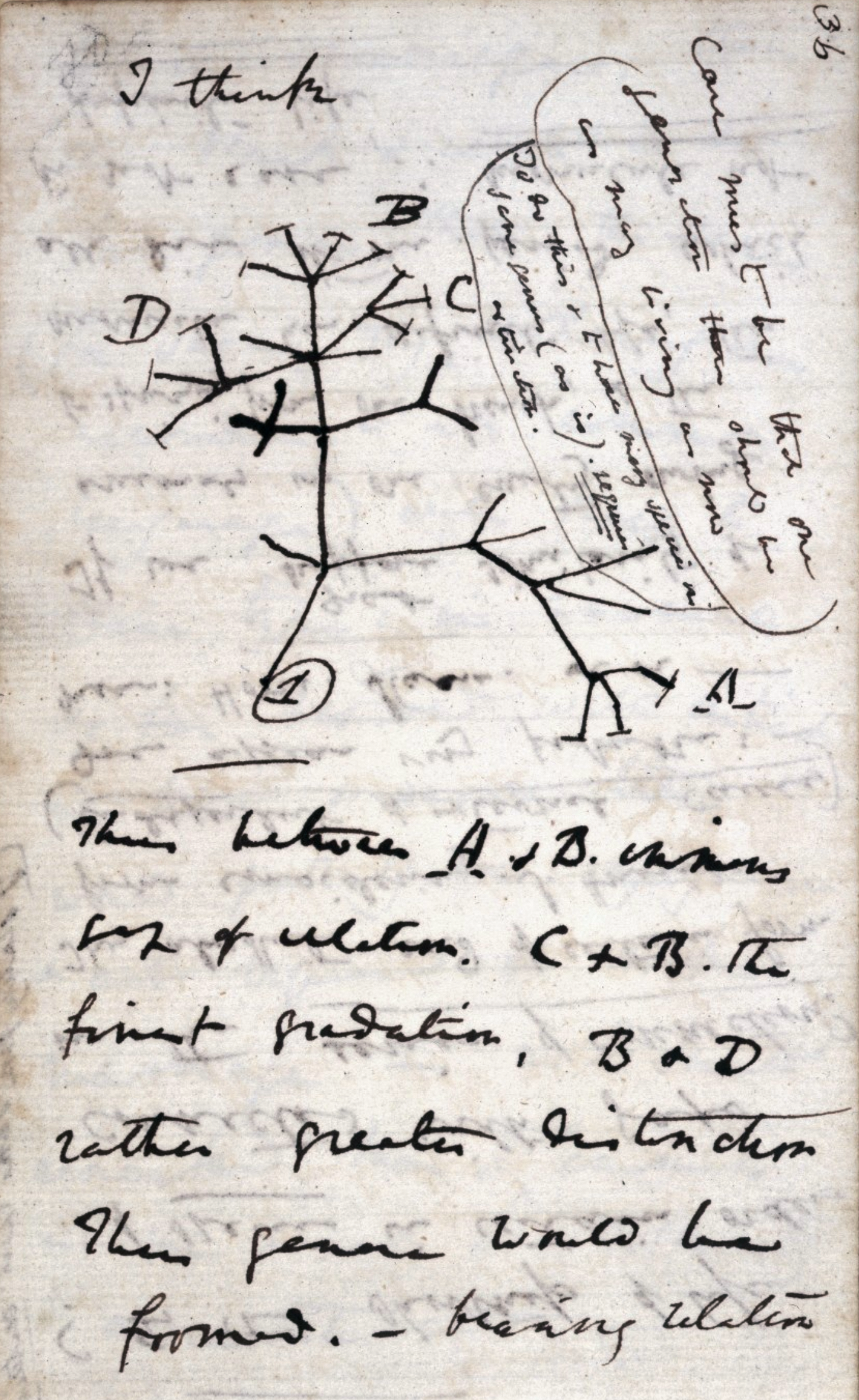
Premier schéma de Charles Darwin d'un arbre phylogénétique (1837). Selon l'ornithologue Ernst Mayr, le présupposé essentialiste de stabilité des espèces a été définitivement discrédité par le darwinisme : les organismes vivants sont composés de traits uniques et ne peuvent être décrits collectivement qu'en termes statistiques.

Le test du canard, entendu comme identification de l'espèce d'un individu, soulève la question de la définition de la notion d'espèce et corrélativement celle de la pertinence d'une approche essentialiste de cette dernière. Une telle approche consiste à considérer que tous les membres d'une espèce ont une essence commune, que cette essence est un ensemble de propriétés que doivent avoir tous les membres de l'espèce et qu'elle est la cause de ces propriétés. Selon Elliott Sober, un tel essentialisme n'est plus envisageable aujourd'hui, parce que la manière dont il était conçu par les biologistes classiques est radicalement discréditée.
Dans le système de Linné, un taxon de rang supérieur est défini par des caractères généraux communs que possèdent les taxons de rang inférieur. Depuis que le darwinisme a imposé la redéfinition du taxon comme une classe d'individus ayant un ancêtre commun et non plus des caractéristiques communes, les zoologistes en viennent à le circonscrire à partir d'un ensemble de caractères communs, dans le cadre d'une approche dite polythétique : aucun caractère particulier n'est plus considéré ni comme nécessaire, ni comme suffisant pour confirmer l'appartenance à une espèce,.

Une approche plus récente, défendue notamment par Richard Boyd,, consiste à considérer que les membres d'une même espèce peuvent présenter des « grappes homéostatiques de propriétés », des caractéristiques typiques qui ne sont pas nécessairement des conditions d'appartenance au groupe, mais qui renvoient à 

« des familles de propriétés telles que (1) celles-ci tendent à être (imparfaitement) co-occurrentes dans la nature ; (2) leur co-occurrence est expliquée par des mécanismes (importants du point de vue inductif et explicatif) qui établissent une sorte d’homéostasie (imparfaite) entre elles ; et (3) l’unité homéostatique qu’elles démontrent (imparfaitement) est un facteur important du point de vue causal et explicatif des systèmes complexes étudiés. »

Christy Mag Uidhir et P. D. Magnus voient dans le test du canard une illustration de cette théorie : les membres de l'espèce Anas platyrhynchos

« ressemblent à des canards, marchent comme des canards et cancanent comme des canards […] Nous pouvons étendre la liste pour inclure des propriétés structurelles et biochimiques plus précises, mais […] quel que soit l'approfondissement que nous donnions à notre liste nous ne pourrions pas arriver à une liste de propriétés occurrentes qui soit telle que leur possession soit nécessaire et suffisante pour définir le fait d'être un canard. Un colvert à une seule patte ne peut pas marcher et un colvert muet ne peut pas cancaner, mais tous deux sont bien des canards colverts. Ces propriétés ne sont pas essentielles à l'espèce mais forment une grappe. »

Bien que le modèle des grappes homéostatiques de propriétés pose qu'il existe des traits distinctifs qui sont tels que leur présence permet d'induire qu'un individu donné est un canard, il ne donne aucun éclaircissement sur la nature de ces propriétés et, quand les philosophes Uidhir et Magnus évoquent l'aphorisme du test du canard, ils ne prétendent pas qu'il s'agit bien de propriétés permettant effectivement de distinguer un canard.

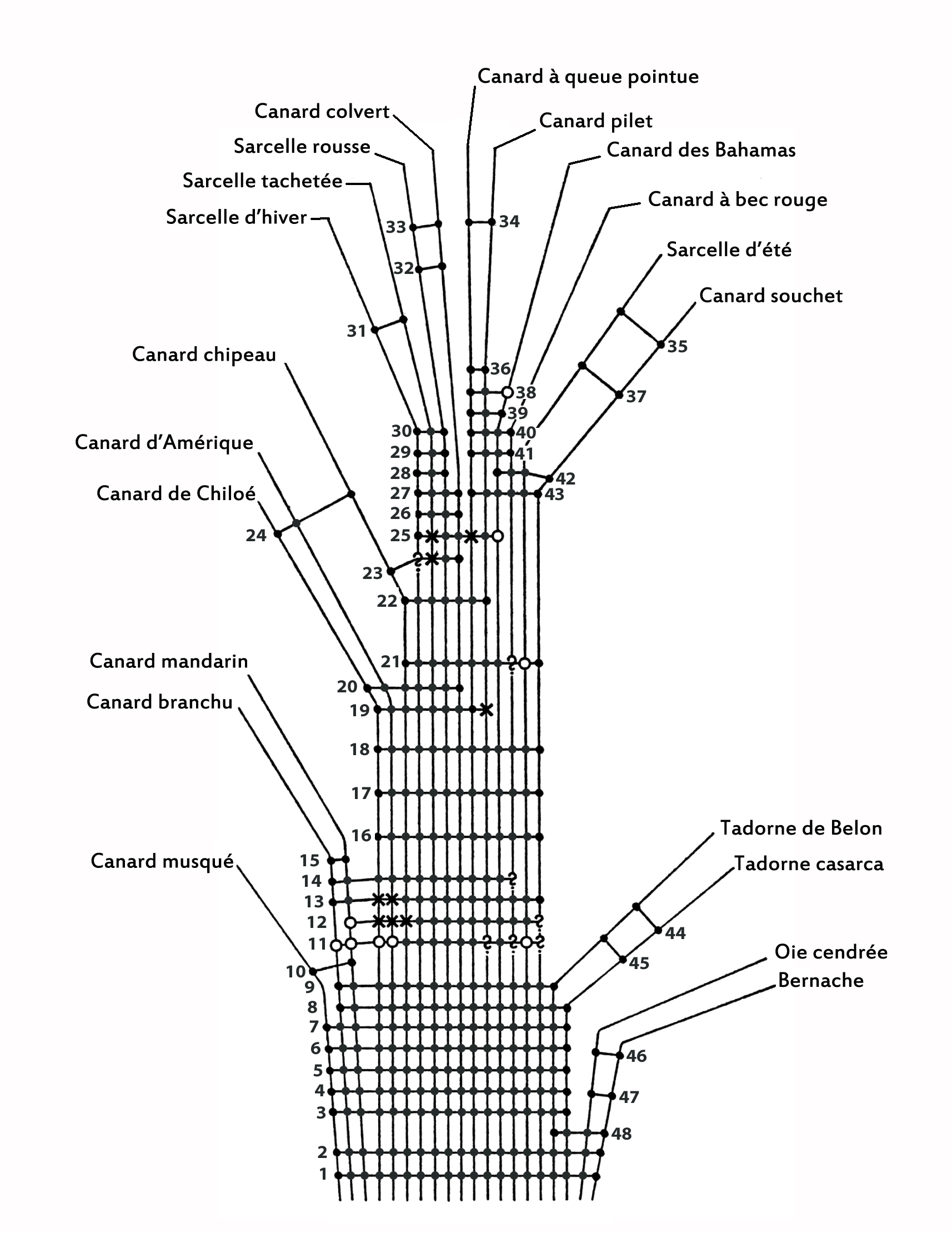
Arbre des caractères communs aux différents anatidés d'après Konrad Lorenz (1941),.

Dans une étude publiée en 1941 et inspirée par les travaux d'Oskar Heinroth, l'ornithologue Konrad Lorenz, qui considère que certains caractères du comportement sont innés et ne sont que « libérés » par des stimuli environnementaux,, s'applique à démontrer que le concept d'homologie phylogénétique est applicable aux caractères innés du comportement des canards,, ce qu'il estime être « de la plus haute signification pour la psychologie comparative ». Il utilise 33 caractères de comportement et 15 traits morphologiques pour établir des degrés de proximité taxonomique entre différentes espèces d'anatidés (voir diagramme ci-contre),.

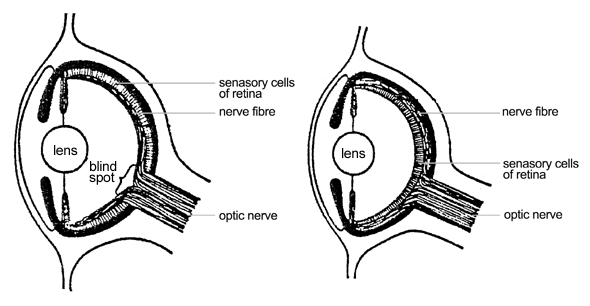
Un exemple de fausse homologie, la comparaison entre l'œil d'un vertébré (à gauche) et celui d'un céphalopode (à droite). Konrad Lorenz souligne qu'il s'agit plutôt d'un cas de convergence évolutive de l'adaptation.

Postérieurement à la publication de cette étude, Konrad Lorenz s'est, à plusieurs reprises, attaché à faire valoir que les homologies de comportement qu'il avait mises au jour entre les différentes espèces de canard n'étaient pas des homoplasies, des similarités non dues à un ancêtre commun. Il invoque pour ce faire les critères d'homologie formulés en 1952 par Adolf Remane, dont les trois principaux sont :
- le critère positionnel, c'est-à-dire le fait d'occuper une position similaire dans des systèmes comparables ;
- le critère structurel, c'est-à-dire le fait d'avoir une « qualité spéciale », distinctive et complexe ;
- le critère transitionnel, c'est-à-dire le fait que l'on puisse établir une transition d'une forme à l'autre[289],[290].

Lorenz propose une approche statistique du second critère de Remane, en considérant qu'il est raisonnable d'admettre que, lorsque deux formes de vie partagent un grand nombre de caractéristiques et ne diffèrent que par un nombre beaucoup plus faible de celles-ci, elles sont homologues pour la majorité de leurs caractéristiques. Il précise dans son discours de réception du prix Nobel que « l’improbabilité d'une similarité de pure coïncidence est proportionnelle au nombre de traits indépendants de similarité. Pour n traits indépendants, elle est égale à 2n-1 ».
Sans remettre en question le fait que l'existence d'homologies puisse contribuer à une étude comparative des comportements, Willi Hennig se demande si l'inverse est vrai et si la seconde peut permettre de mettre au jour la première, eu égard à ce qu'il estime être une impossibilité d'établir, sur le seul fondement du comportement, une distinction entre caractère plésiomorphique ou ancestral et caractère apomorphique ou dérivé,.
Plusieurs auteurs soulignent en outre que le raisonnement de Lorenz est entaché de circularité : pour établir que deux ensembles de comportements sont homologues, il faut avoir préalablement identifié une similarité, c'est-à-dire porté un jugement préalable sur l'homologie,.

## En tant qu'induction

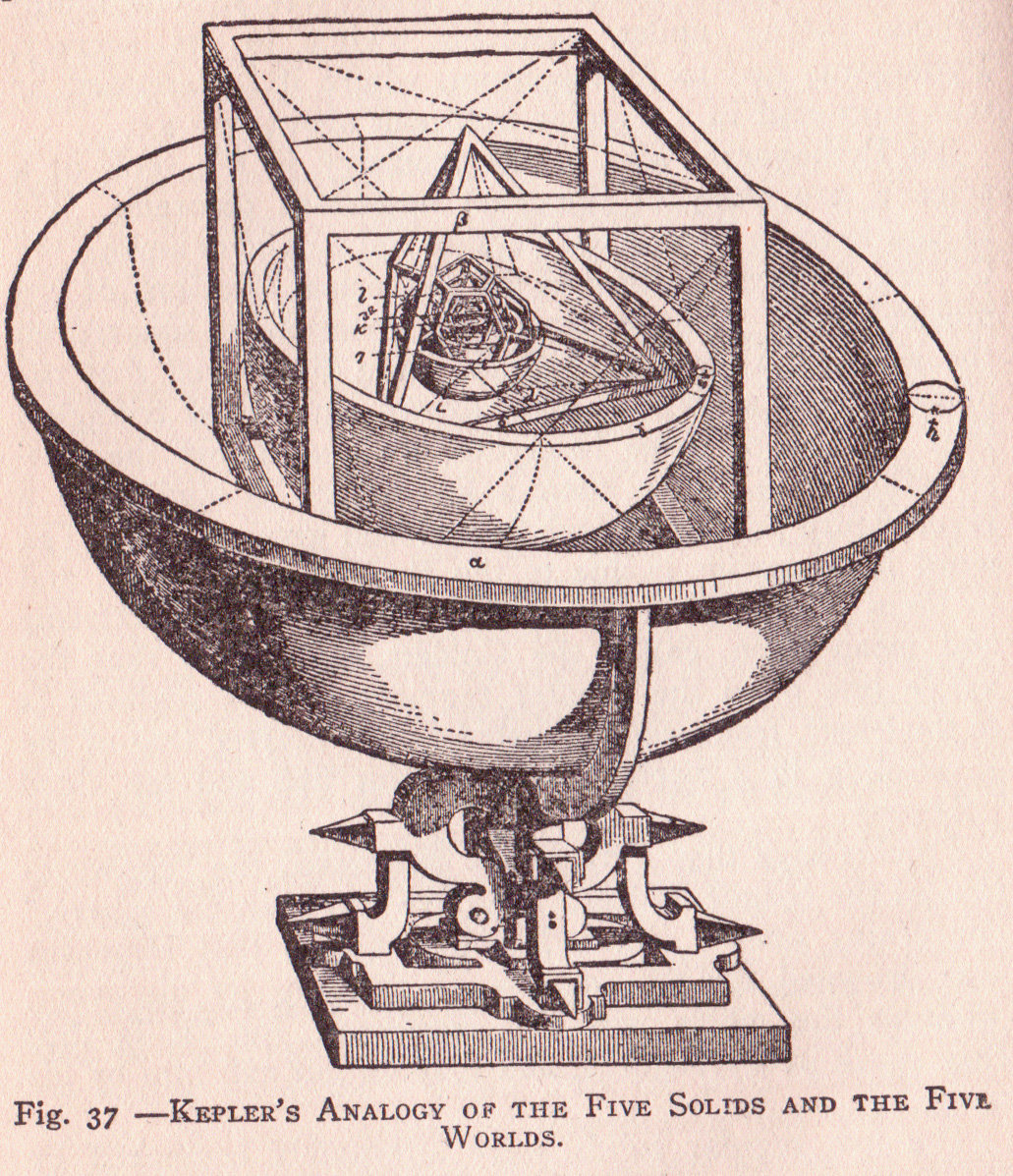
Kepler fait de l'analogie un des fondements du plausible dans sa recherche des lois gouvernant le mouvement des planètes autour du soleil.

Sur le plan logique, le test du canard est souvent considéré comme un argument par analogie (en), reposant sur une similarité de relation entre les parties et le tout, au sens où Aristote donne pour exemple « d'identité par simple analogie » celle entre ce qu'est la plume dans l'oiseau et ce qu'est l'écaille dans le poisson,. La forme d'un argument par analogie est la suivante : les objets O1, O2, O3… On ont les propriétés P2, P3, P4… Pk en commun ; les objets O2, O3… On ont la propriété P1 en commun ; il est donc probable que l'objet O1 a la propriété P1,. La valeur d'un argument par analogie est d'autant plus grande que
- le nombre d'objets réputés analogues (c'est-à-dire l'ensemble O2, O3… On) est grand ;
- le nombre d'aspects sous lesquels ces objets sont analogues (c'est-à-dire l'ensemble P2, P3, P4… Pk) est grand ;
- le nombre de dissemblances entre O1, d'un côté, et l'ensemble O2, O3… On, de l'autre, est petit ;
- la diversité entre les objets O2, O3… On, connus pour avoir en commun la propriété P1, est grande ;
- la conclusion tirée des prémisses est faible par rapport à celles-ci ;
- la possession des propriétés P2, P3, P4… Pk est pertinente par rapport à celle de la propriété P1[297].

Bien que la plupart des arguments d'analogie soit souvent considérés sur le plan logique comme superflus du point de vue d'une explication scientifique systématique et n'entrant pas dans le cadre d'une théorie de la confirmation, l'argument par analogie du canard est assimilé par certains auteurs à une forme « brouillée » de raisonnement par induction,, voire un exemple-type de ce dernier,, ou une plaisanterie pour en faire comprendre le fonctionnement. Aussi « grossier » qu'il soit, ce test ouvrirait la voie « à une approche systématique par catégorisation ». De ce point de vue, le test du canard soulève un problème de confirmation inhérent à l'induction.

### Paradoxe de «l'ornithologie en chambre»
Le logicien Carl Gustav Hempel a soulevé en 1945 certains problèmes inhérents à l'induction et qui s'appliquent donc au test du canard si on le considère comme tel. Il établit tout d'abord les limites de la généralisation inhérente à la démarche cognitive : alors que la proposition « tous les canards cancanent » peut être falsifiée mais non vérifiée, la proposition « il existe des canards qui cancanent » peut être vérifiée, mais non falsifiée,,. Il expose le paradoxe de la confirmation : d'un côté, l'affirmation « tous les canards cancanent » est, selon le critère de Nicod, confirmée par l'observation d'un canard qui cancane et infirmée par l'observation d'un canard qui ne cancane pas, tandis que l'observation d'un chat qui miaule ne permet ni de la confirmer, ni de l'infirmer ; mais d'un autre côté, les deux propositions « tous les canards cancanent » et « tous les non-cancanants ne sont pas des canards » étant confirmées ou infirmées dans les mêmes cas, l'observation d'un chat miaulant, confirmant que les non-cancanants ne sont pas des canards, confirme par conséquent également que les canards cancanent,,. Ce paradoxe est également appelé celui de l'ornithologie en chambre, puisqu'il n'est plus besoin de sortir de chez soi pour vérifier si les canards cancanent, glougloutent ou même s'ils existent,,. Il a suscité de nombreuses contributions,,.
Comme le relève Helen Beebee (en), une solution de ce paradoxe de confirmation consiste à mettre en jeu une notion d'espèce naturelle (natural kind) : « si quelque chose marche comme un canard, nage comme un canard et cancane comme un canard, nous avons de bonnes raisons de croire que c'est un canard, puisque c'est son être-canard qui explique pourquoi il se comporte comme un canard. Si l'on admet que canard est une […] espèce naturelle, et qu'il a par conséquent une essence E, cela explique […] pourquoi le canard marche, nage et cancane comme il le fait, en expliquant et donc en prédisant aussi une série d'autres caractères ». Beebee ajoute que le canard n'est toutefois pas un bon exemple d'espèce naturelle, parce que « les espèces biologiques ne sont pas des espèces naturelles et que, même si elles le sont, la nature de leur essence est controversée ». Il s'agit, avec cette notion d'espèces naturelles, de désigner ce que Willard Van Orman Quine appelle un « standard inné de similarité » ou un « espacement qualitatif inné de stimulation », qui est une notion « étrangère aux mathématiques et à la logique ». Beebee ajoute : « on explique simplement pourquoi cette entité qui est comme un canard manifeste des traits comme ceux d'un canard et non pourquoi il en va de même de toutes les entités précédemment observées. Corrélativement, le but […] est de faire une inférence sur le comportement futur de cette entité et non sur celui de toutes les entités qui sont comme un canard en général. »

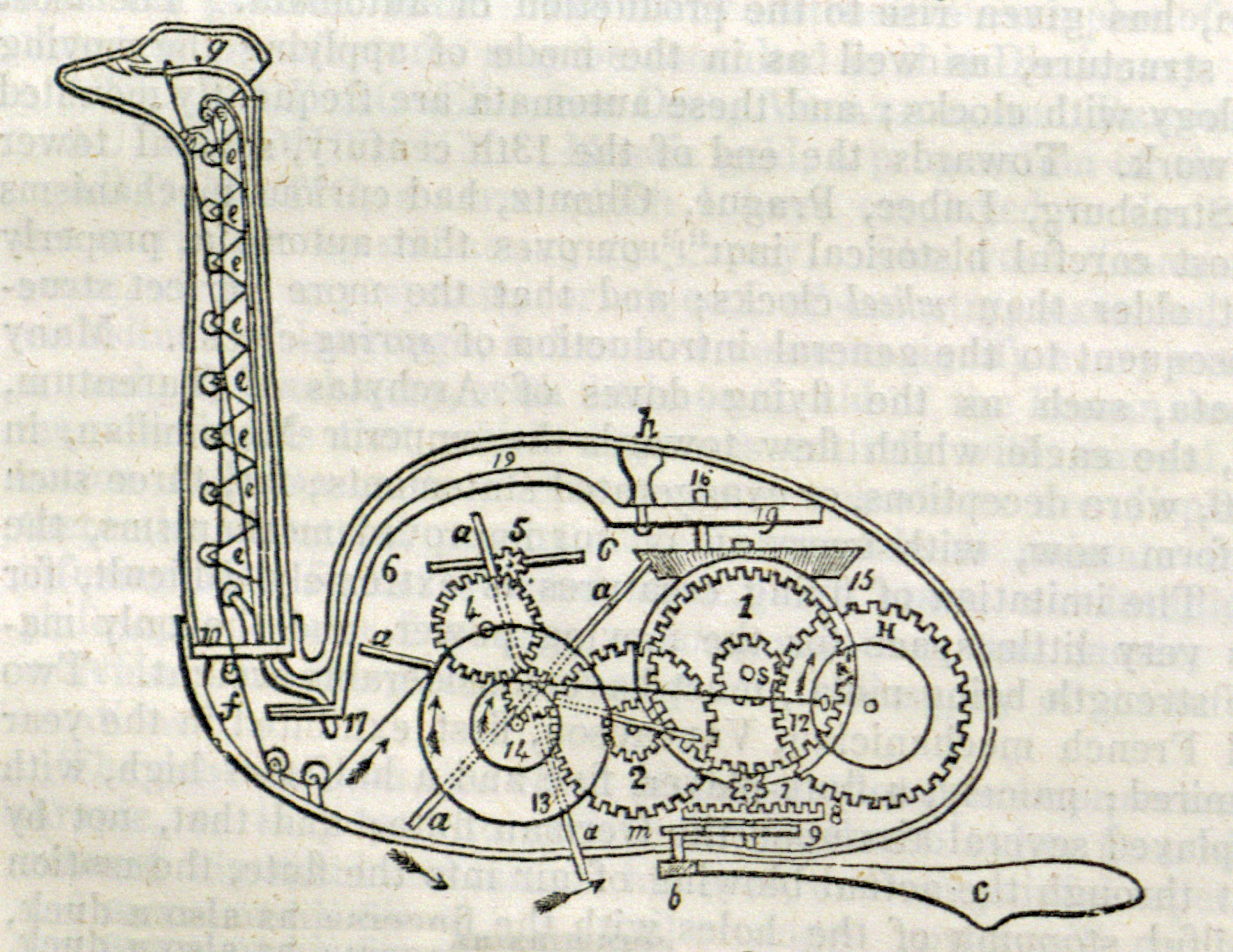
Selon Nicholas Rescher un canard automate pourrait falsifier le test du canard.

Cet aspect pragmatique est souligné par Nicholas Rescher : « cela ressemble à un canard, cela cancane comme un canard, cela se dandine comme un canard, donc c'est un canard » n'est « clairement pas un raisonnement déductif valable », ne serait-ce que parce que des « canards » mécaniques peuvent en faire autant, quand bien même il répond à la maxime : « soyez prêts à considérer ce que vous pouvez faire de mieux comme suffisant ». Ce n'est pas non plus un enthymème valable, car « quelque prémisse que ce soit que l'on voudrait ajouter pour refermer l'écart déductif […] ne serait simplement pas vraie ». Le raisonnement n'est tenable que du point de vue d'une stratégie pratique : « traiter comme un canard tout ce qui se comporte (suffisamment) comme un canard aussi longtemps qu'aucune contre-indication ne vient au jour ». C'est donc « une pratique plutôt qu'une affirmation factuelle », nous savons que l'affirmation est fausse, mais dans des circonstances ordinaires, nous nous sentons en mesure d'effectuer ce « saut inférentiel », non parce qu'en faisant ainsi nous ne pouvons pas nous tromper, mais parce qu'en général nous avons ainsi raison.

### Théorème du vilain petit canard

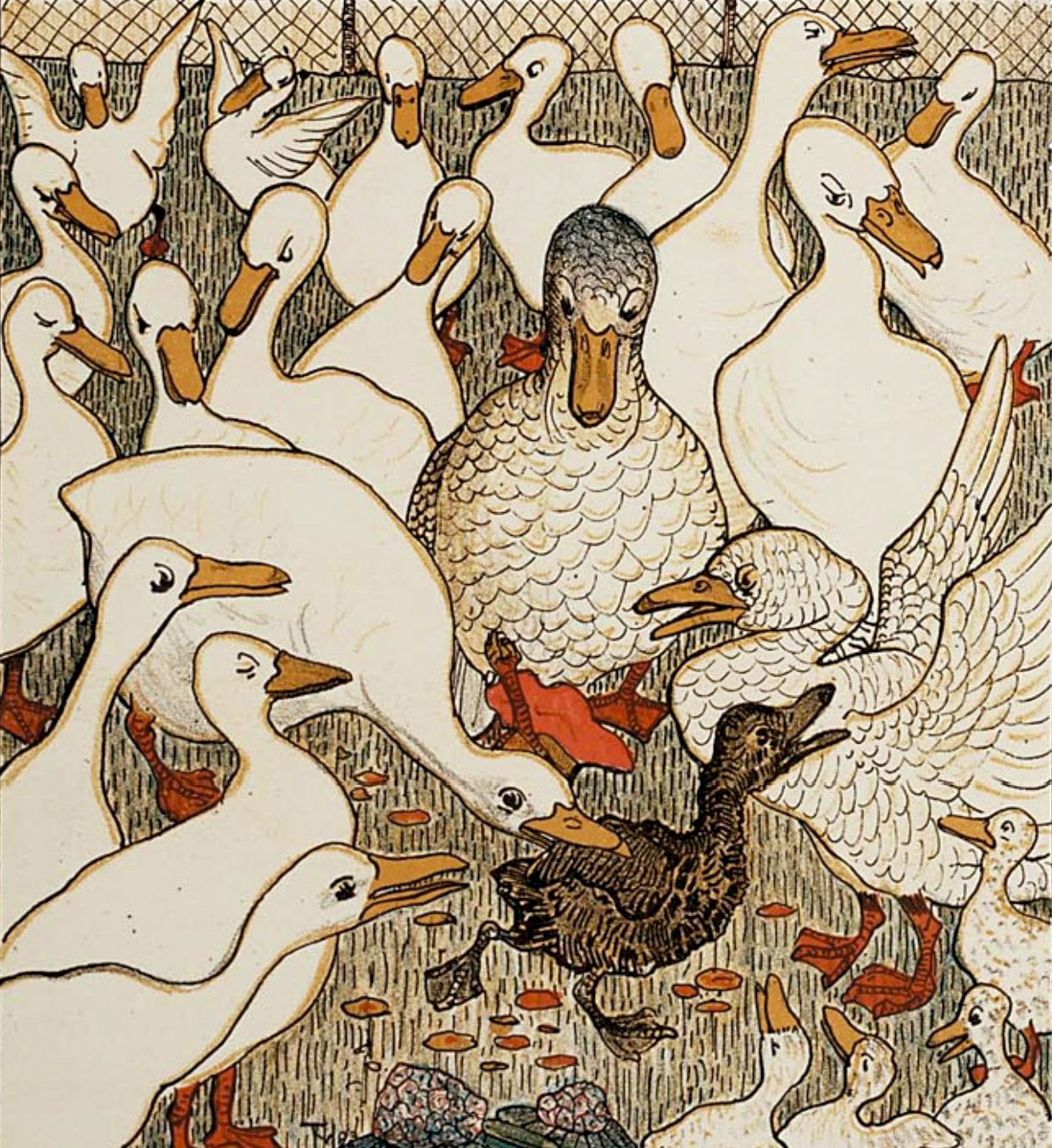
Le Vilain Petit Canard, un faux positif célèbre, représenté par Theo van Hoytema.

L'apprentissage de l'identification d'un canard est donnée par Thomas Kuhn comme modèle de la démarche scientifique, l'enfant procédant par perception de similarités,. Le problème logique inhérent à une inférence inductive, telle que serait censé l'être celle que constitue le test du canard, a toutefois été examiné par Satosi Watanabe (en). Il met en doute la « croyance en la classification », la « possibilité de classifier d’une façon unique un ensemble d’objets dont les propriétés nous sont connues » et par conséquent la « croyance naïve » que deux cygnes partageraient plus de prédicats qu'un canard et un cygne.
Son théorème du vilain petit canard (en) démontre :
- qu'il est « impossible de parler de la similarité et de la dissimilarité des objets tant que l’on essaye de définir ces notions sur la base des nombres de tous les prédicats possibles auxquels les objets satisfont ou ne satisfont pas »[337] ;
- qu'il est toujours possible de choisir un ensemble de caractéristiques en vertu desquelles des objets quelconques apparaîtront semblables[338] ;
- que « d'un point de vue formel il n'existe pas […] de classe d'objets semblables, si tous les prédicats […] ont la même importance. Corrélativement, si l'on tient compte de l'existence empirique de classes d'objets similaires[N 31], cela signifie que nous attachons une importance non uniforme à divers prédicats et que ce poids relatif a une origine non logique »[338] ;
- que « toute paire d'objets est tout aussi semblable ou dissemblable que toute autre paire, dans la mesure où le nombre de prédicats communs est considéré comme la mesure de la similarité »[339] ;
- et par conséquent — ce qui justifie la référence au conte d'Andersen[338] — que « le nombre de prédicats partagés par un canard et un cygne est égal au nombre de prédicats partagés par deux cygnes »[340].

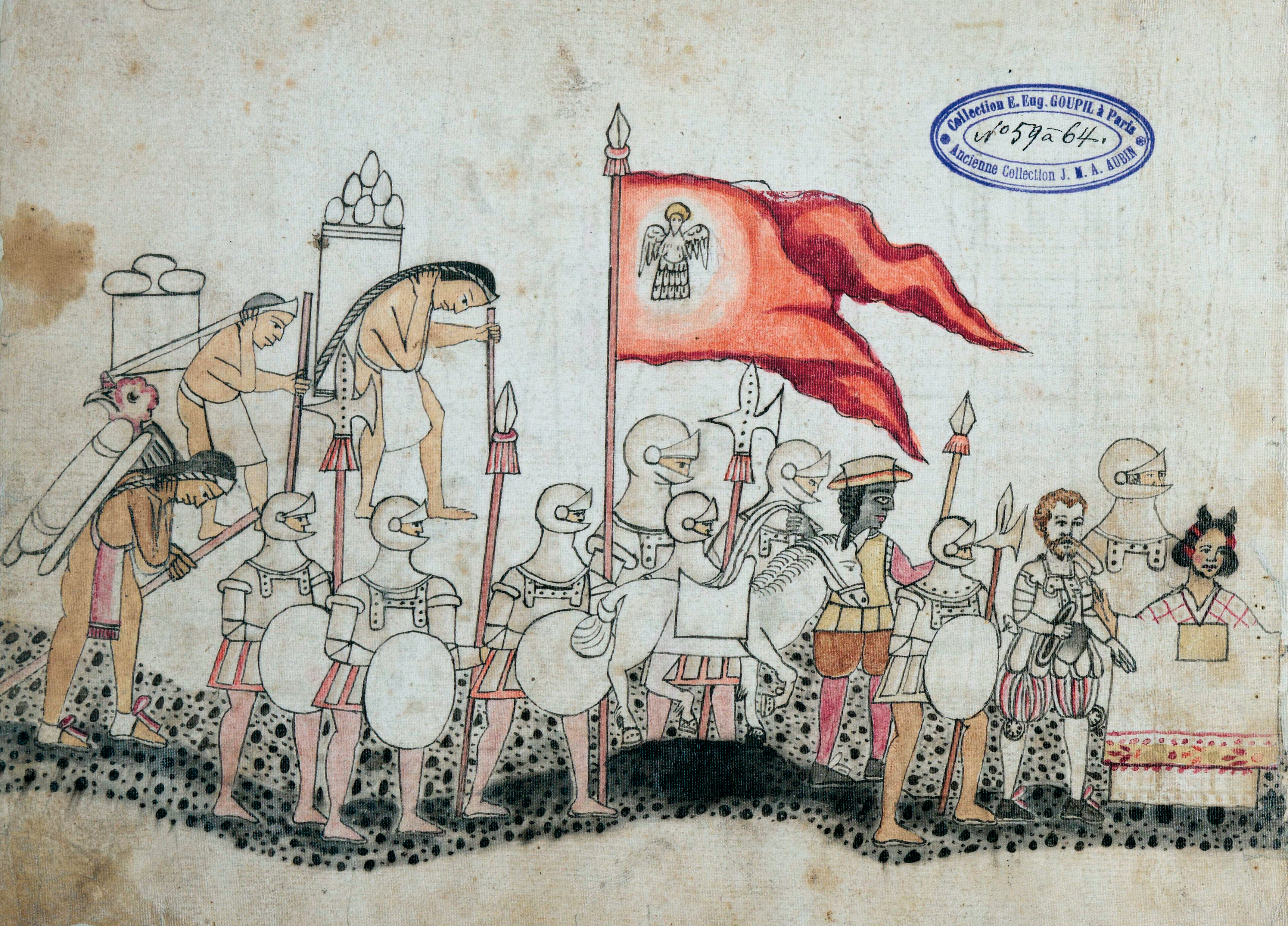
Les Aztèques interprétèrent les chevaux des conquistadors comme des cerfs, en s'orientant sur un système de connaissances antérieures et en cherchant à le faire coïncider avec ce qu'ils voyaient.

Cette démonstration est élargie par Nelson Goodman. Selon ce dernier :
- « Toute chose est d'une certaine manière comme une autre chose », une métaphore peut « expliquer » une similarité, mais le contraire n'est pas vrai[343] ;
- « la similarité ne justifie pas notre pratique de la prédiction et plus généralement de l'induction », c'est plutôt les secondes qui établissent des « canons » de la première[344] ;
- dans un ensemble d'individus, « tout couple de deux ou trois [d'entre eux] peuvent être semblables (c'est-à-dire avoir une qualité en commun) sans pour autant qu'ils aient tous une qualité en commun »[345] ;
- « la similarité ne peut pas être considérée comme équivalente à la possession de caractéristiques communes ni mesurée par celle-ci », « deux choses quelconques ayant exactement autant de propriétés en commun que n'importe quelle autre paire » et, à supposer que l'on ne s'attache qu'à l'importance des propriétés partagées, il faut considérer que ce critère est contextuel et « peut capable de justifier des distinctions fixes »[346].

## En tant qu'abduction
Sur le plan sémiologique, l'association de traits caractéristique du test du canard est souvent considérée comme une forme d'abduction,,,,. Il est en outre associé à deux formes de raisonnement abductifs, celui du détective,,,, et celui du médecin,,,.

### En tant que test

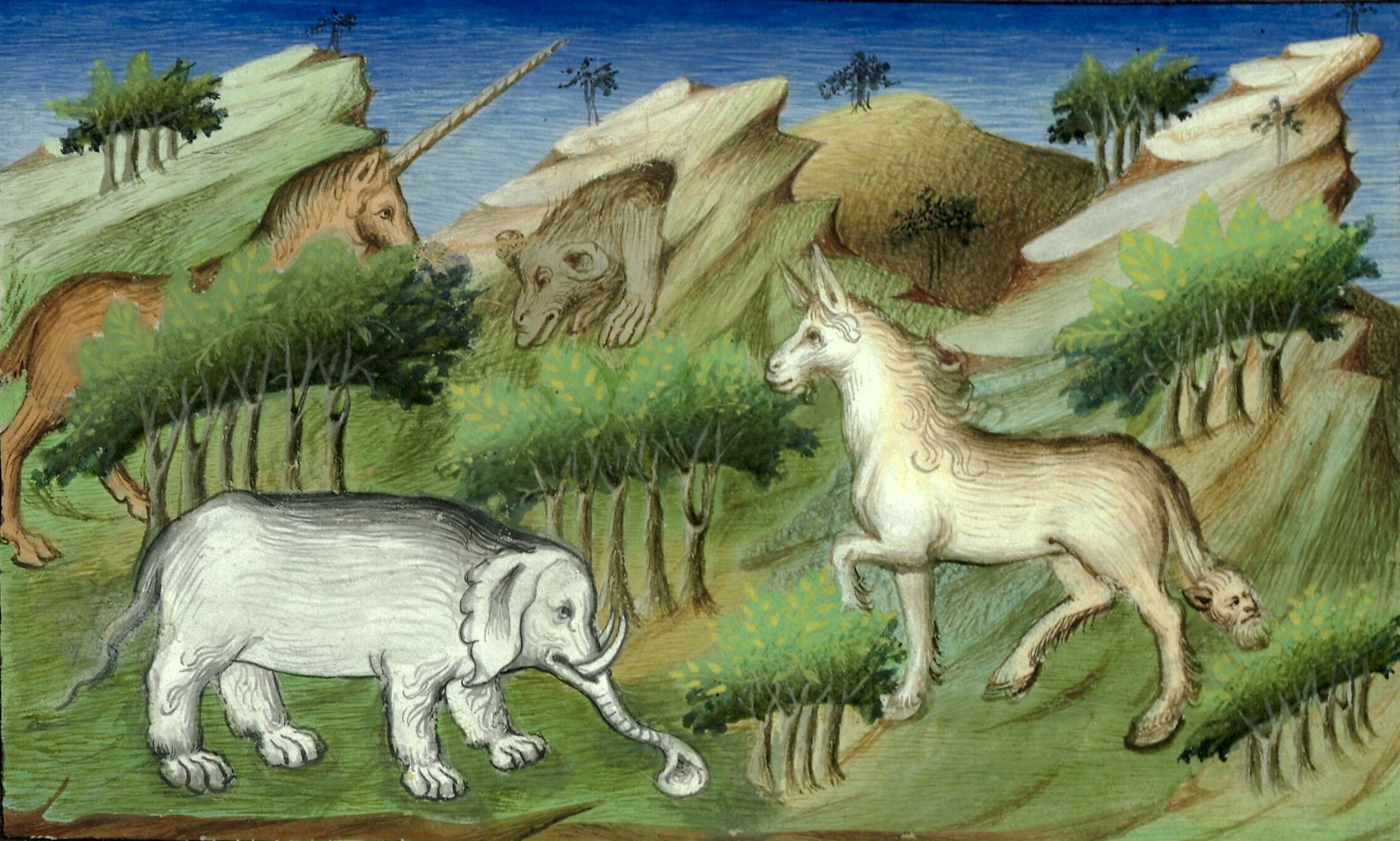
Miniature du Livre des merveilles de Marco Polo. Ce dernier, découvrant le rhinocéros, l'assimile à un animal dont il a déjà un schéma mental, la licorne, par un mode de raisonnement qu'Umberto Eco analyse comme une abduction,,.

Selon Charles Sanders Peirce, qui a développé la théorie de l'inférence abductive, cette dernière exprime une préférence pour une hypothèse parmi plusieurs autres expliquant les mêmes faits, qui ne se fonde pas sur une connaissance préalable relative à la vérité de cette hypothèse. La forme de cette inférence est la suivante :

« Le fait surprenant C est observé ; si A était vrai, C en serait une conséquence ; il y a donc lieu de suspecter que C soit vrai. Toutefois, A ne peut pas être inféré par abduction ou, si l'on préfère cette formulation, ne peut pas être conjecturé par abduction tant que son contenu entier n'est pas entièrement présent dans la prémisse, si A était vrai, C en serait une conséquence. »

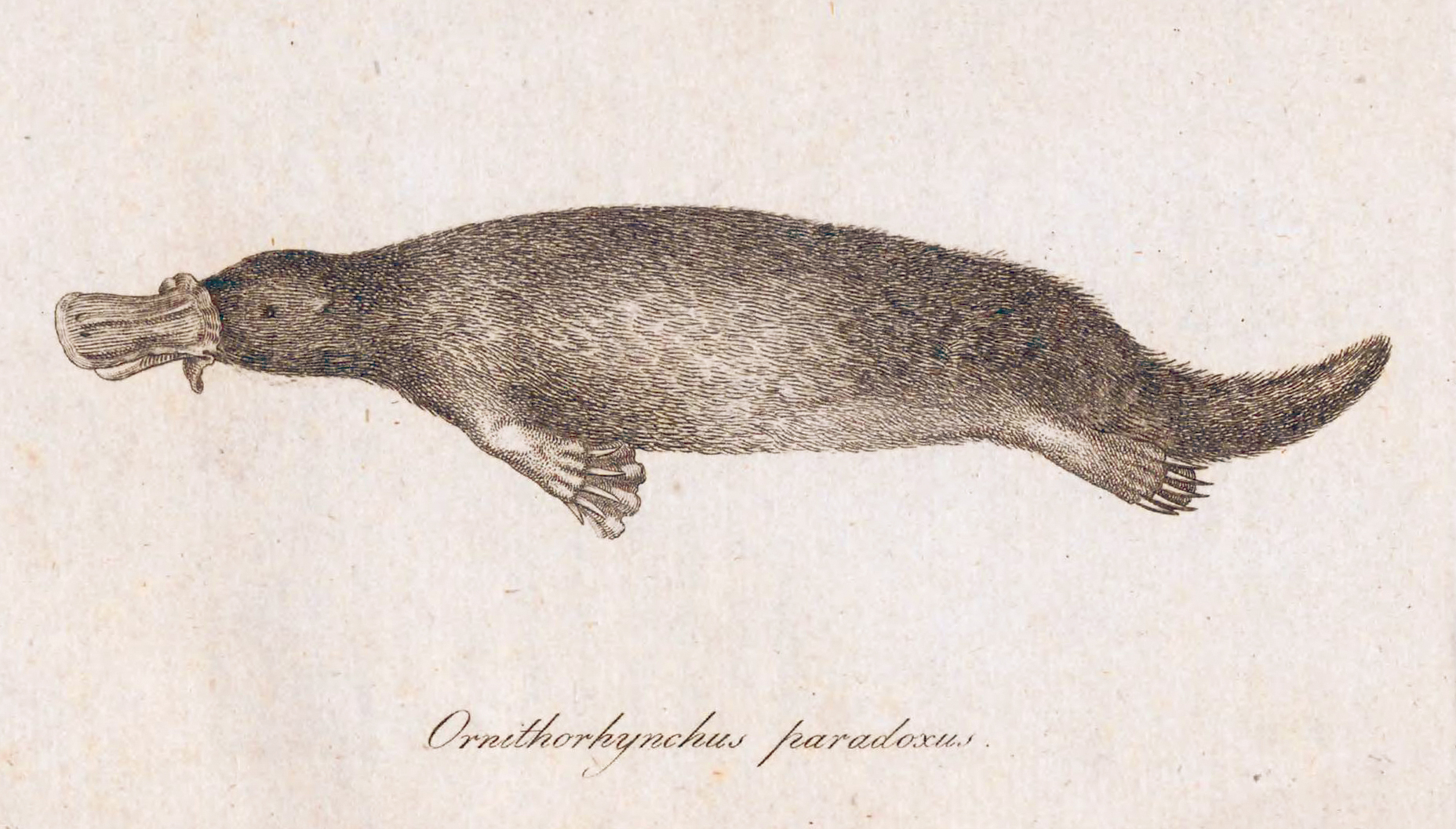
Une des premières illustrations d'ornithorynque par Johann Friedrich Blumenbach (1800). Appliquant le test du canard, les naturalistes de l'époque furent d'abord convaincus qu'il s'agissait d'une préparation truquée.

Comme l'observe Harry Frankfurt, l'abduction n'est donc pas, chez Peirce, un moyen de supposer qu'une hypothèse est vraie, mais d'établir qu'elle n'est qu'une vérité supposée, une simple hypothèse en somme, ce qui est « une affaire bien plus tiède ». Daniel McKaughan ajoute que, pour Peirce, l'abduction n'a pas pour objet de tester ou de valider une hypothèse, mais qu'elle est au contraire entièrement déconnectée de l'évaluation de cette hypothèse et cite à ce sujet deux propos de Peirce : l'abduction « ne nous engage à rien », elle n'est « que préparatoire »,. Selon Peirce, la préférence pour une hypothèse que comporte l'inférence abductive « ne repose sur aucune preuve qui en établirait la vérité ni sur aucune vérification (testing) de cette hypothèse »,. Peirce note par ailleurs que de par sa nature même l'abduction conduit à une hypothèse qui, même si elle « n'a encore été soumise à aucun test » est plausible, c'est-à-dire, précise Tomis Kapitan, « explicative et de nature à justifier plus ample examen (donc testable bien que non-testée) »,. En ce sens, le « test » du canard ne peut être en même temps une abduction et un test, au sens confirmatoire du terme : il exige une étape inductive ultérieure à celle de la production de l'hypothèse. Douglas Adams résume sur le mode euphémistique ce statut non probant : 

« Si cela ressemble à un canard et cancane comme un canard, nous devons au moins envisager la possibilité que nous ayons affaire à un petit oiseau aquatique de la famille des anatidés. »

### Paradigme indiciaire

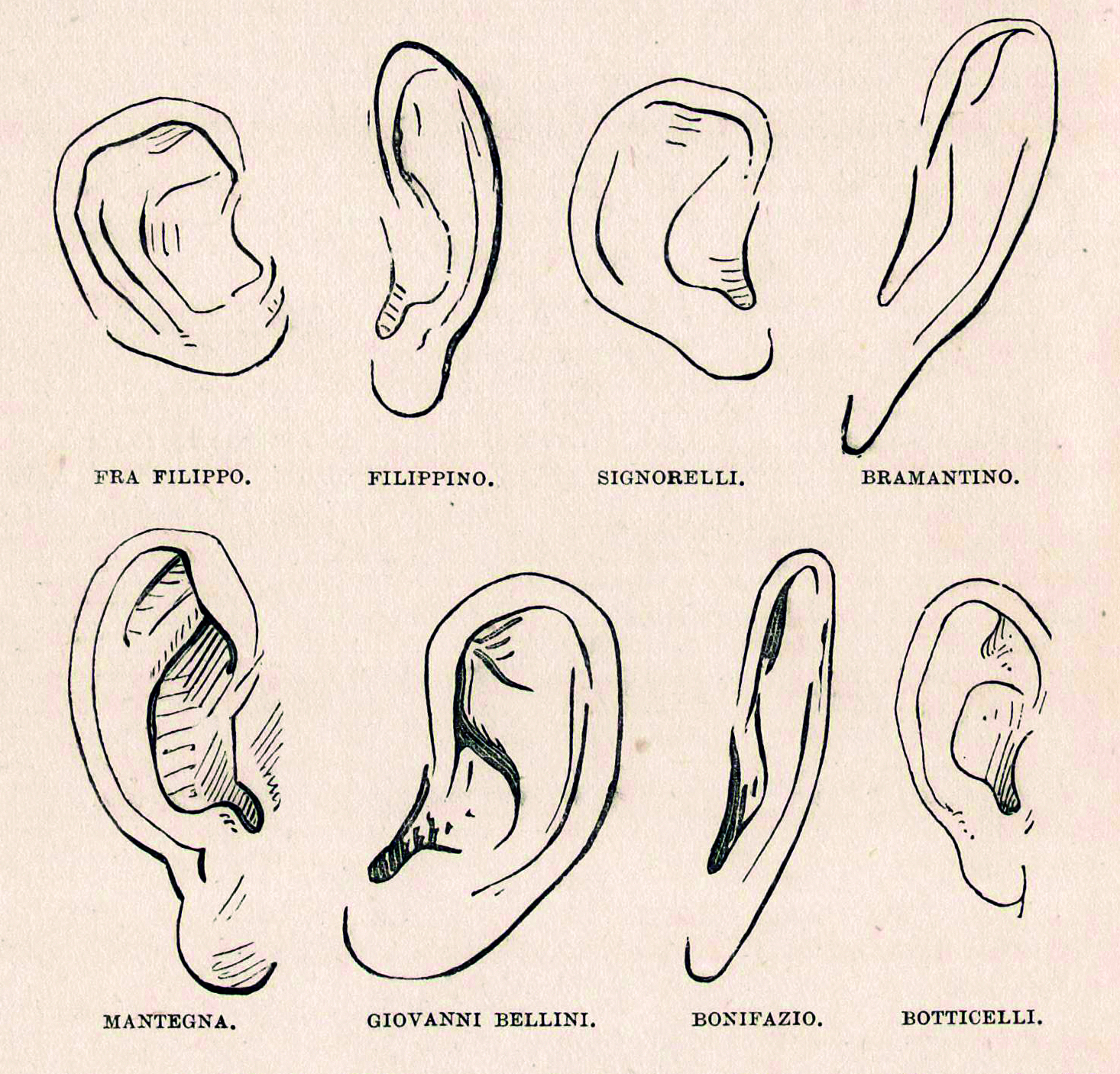
Après Carlo Ginzburg, Italo Calvino rapproche ces tables où Giovanni Morelli faisait le catalogue des détails qui permettent de reconnaître le style des grands peintres [… comme ci-dessus] celles d’Alphonse Bertillon, l’anthropologue criminaliste […, et] deux oreilles seulement, coupées et envoyées par paquet postal, […] dont seul Sherlock Holmes sait résoudre le mystère, dans La Boîte en carton.

Le fait que l'analogie du canard ne puisse à elle seule constituer un test ne la vide pas de toute validité. Le philosophe Alexander Gungov (bg) fait observer qu'elle relève au contraire d'une validité d'un type différent de la validité scientifique, au sens du modèle déductif-nomologique, ce que l'historien Carlo Ginzburg appelle le « paradigme indiciaire »,.
Ginzburg relève une analogie entre la méthode de Giovanni Morelli — un expert italien qui attribuait les tableaux des maîtres anciens en se concentrant sur les détails mineurs, tels que les oreilles, les moins représentatifs du style de l'école, en estimant que la personnalité s'exprime le mieux là où l'effort est moindre —, la méthode de Sherlock Holmes et celle de Sigmund Freud.
Il explique cette analogie par une formation médicale commune à la symptomatologie, mais aussi par le développement d'un modèle « sémiotique » conjectural fondé sur l'interprétation des signes, dont il repère le développement à la fin du XIXe siècle et dont témoigne le développement du roman policier. Tout en inscrivant ce modèle dans un paradigme symptomatique ou divinatoire plus large ou plus ancien, derrière lequel se cacherait « le geste le plus ancien peut-être de l'histoire intellectuelle de l'espèce humaine [,] celui du chasseur accroupi dans la boue examinant les traces du gibier », il rapproche les trois méthodes ci-dessus du développement de méthodes d'identification, telles celles de Galton et de Bertillon, et du développement de l'approche aphoristique par opposition à celle systématique, puis soulève la question de savoir si la rigueur « quantitative et anti-anthropocentrique » des sciences de la nature est compatible avec le modèle conjectural.

### En tant que «rasoir»

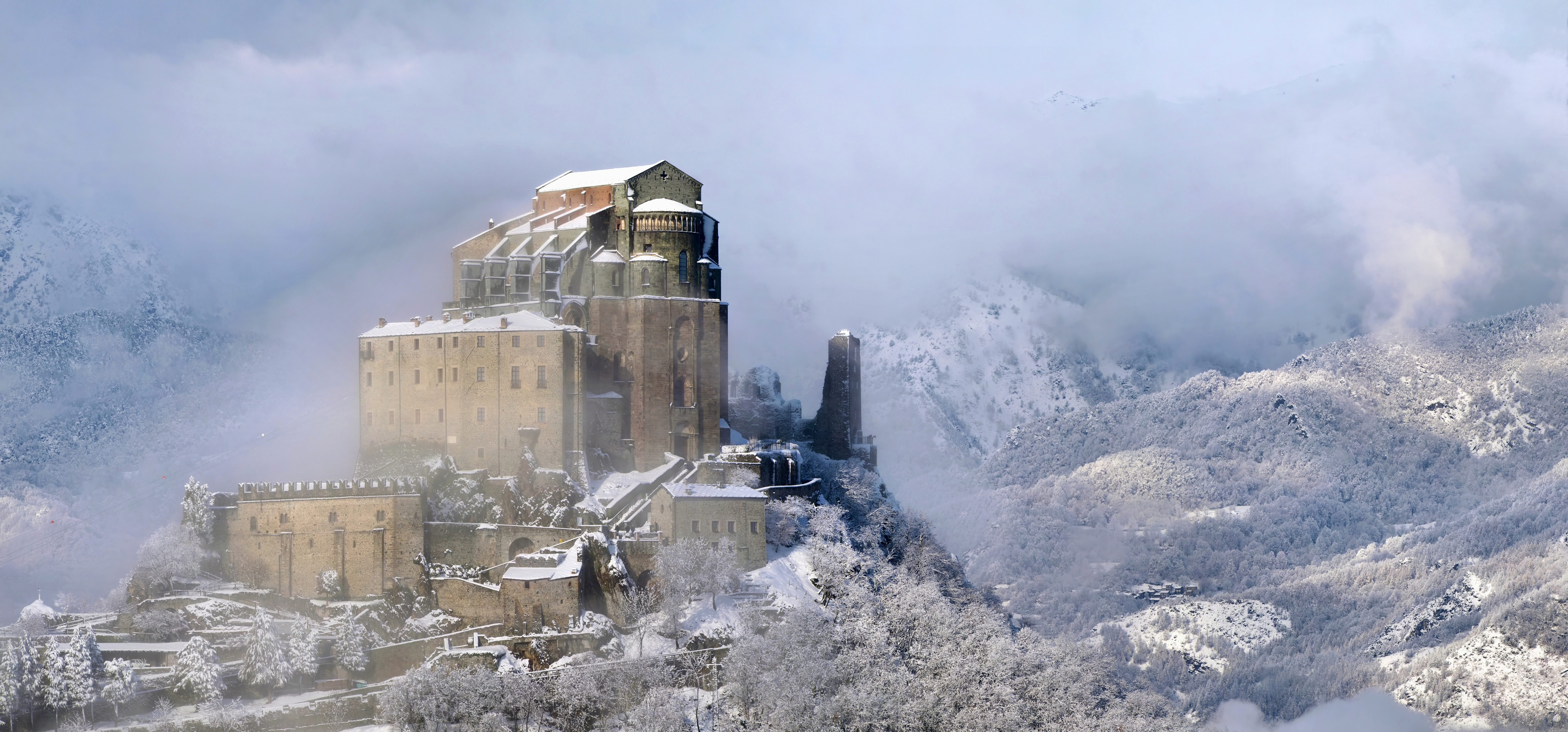
Le nom du héros du Nom de la rose, Guillaume de Baskerville, est un clin d’œil d'Umberto Eco à Guillaume d'Ockham et Sherlock Holmes.

Le test du canard est considéré par plusieurs auteurs comme un « rasoir », une règle de raisonnement permettant d'éliminer (de « raser ») des explications improbables, et présenté comme une variante du rasoir d'Ockham,,. Dans sa formulation habituelle, généralement comprise comme faisant référence à la querelle des universaux, le rasoir d'Ockham vise des entités (en latin : entia), qui « ne doivent pas être multipliées au-delà de ce qui est nécessaire », ce qui est un principe de parcimonie ontologique et non méthodologique,,. William Thorburn a toutefois établi que cette formulation est postérieure à Guillaume d'Ockham. On trouve chez ce dernier plusieurs formulations, dont les deux suivantes :
- « C'est en vain que l'on ferait avec un plus grand nombre de facteurs ce qui peut se faire avec moins » ;
- « Il ne faut pas poser de pluralité sans nécessité »[390].

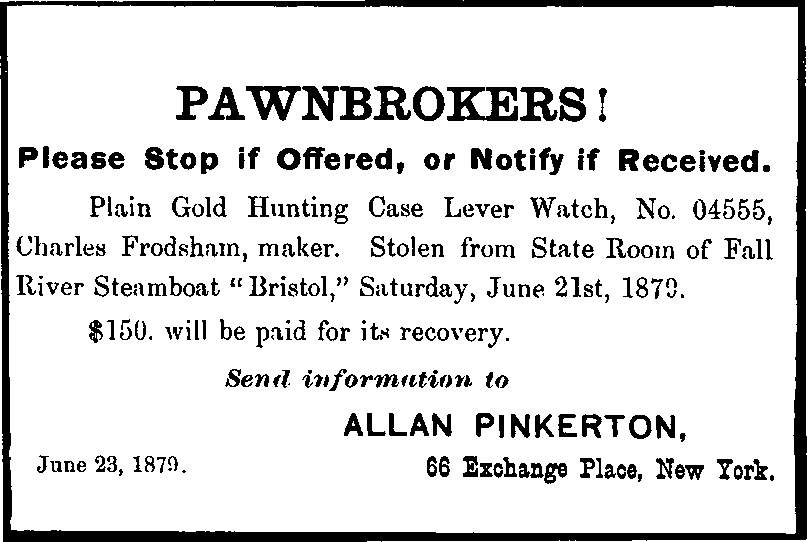
Sa montre volée sur un bateau en 1879, Peirce suspecte par simple détection de symptôme un serveur de couleur, qui proteste de son innocence. Une enquête systématique menée par l'agence Pinkerton auprès des prêteurs sur gage de New York permet d'aboutir à l'arrestation du serveur initialement suspecté par Peirce.

Selon Magali Roques, il n'y est pas question de mettre en rapport des faits avec une théorie, au sens du modèle déductif-nomologique de Hempel, mais de mettre en rapport deux faits, selon un principe d'économie méthodologique qu'elle rapproche de la théorie de Peirce sur l'abduction.
L'objet de l'abduction, pour Peirce, est la production d'hypothèses,, qu'il rapproche de l'action de deviner,. Pour qu'une hypothèse construite par abduction soit admissible, il faut qu'elle puisse être vérifiée expérimentalement. Un grand nombre d'hypothèses pouvant expliquer les mêmes faits, le choix entre elles est « purement une question d'économie »,, que Peirce appréhende selon plusieurs aspects :
- le coût de vérification, en termes d'argent, de temps, d'énergie et de pensée ;
- la valeur intrinsèque de l'hypothèse, la préférence étant donnée à l'hypothèse la plus simple au sens ontologique du rasoir d'Ockham, c'est-à-dire à l'hypothèse faisant intervenir le moins d'éléments possible, à celle constituée d'un « petit nombre de conceptions qui soient naturelles à notre esprit »[397], celles qui sont les plus « instinctives » ou « familières »[398], non parce qu'elles sont présumées plus vraies mais parce qu'elles sont plus faciles à vérifier ;
- la vraisemblance de l'hypothèse, le fait qu'elle se conforme à des idées préconçues, eu égard au fait qu'elle est censée reposer sur une vérification, mais qui peut se révéler trompeuse ;
- le rendement escompté, la préférence étant donnée à l'hypothèse qui explique le plus de faits[399].

### Inférence à la meilleure explication

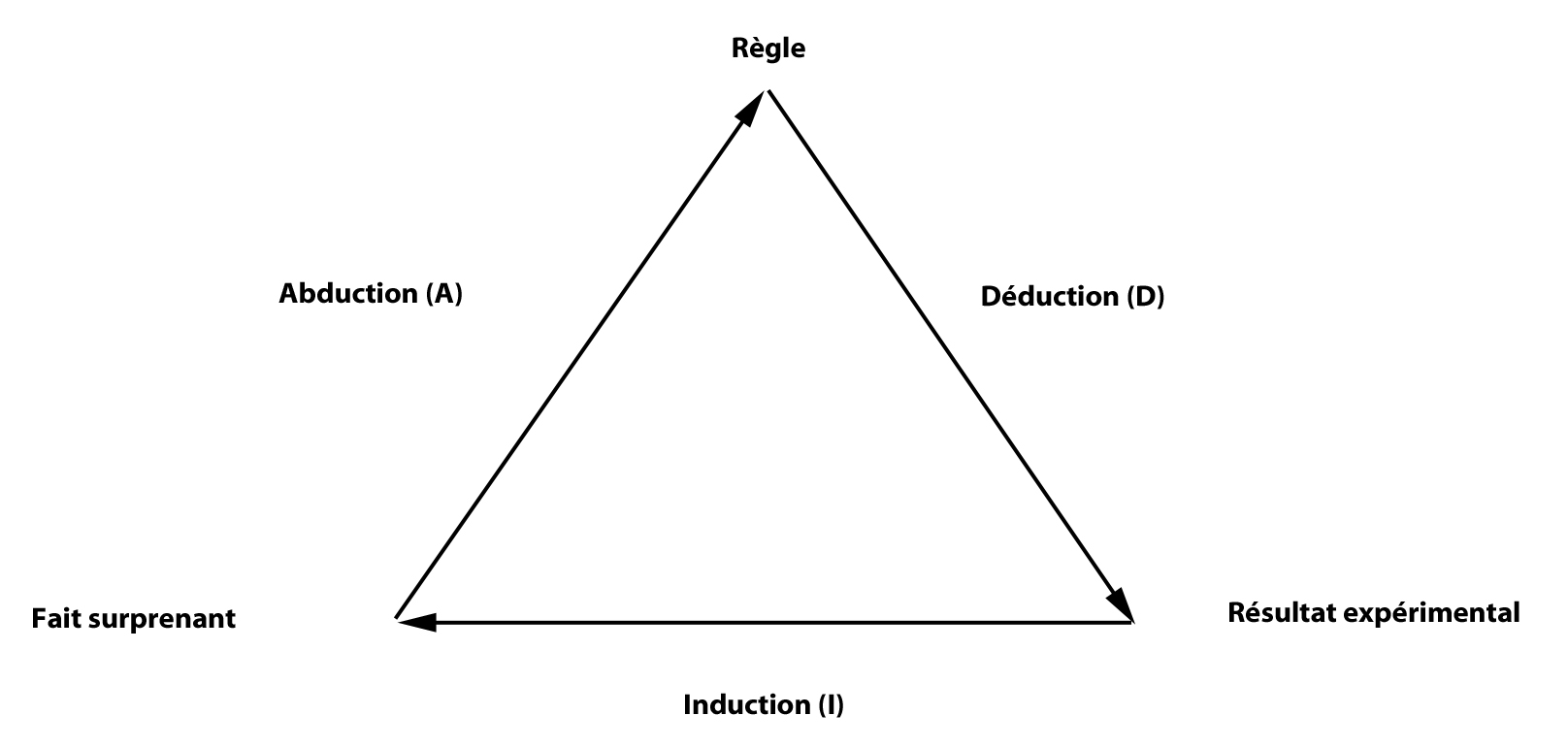
Articulation de la déduction, de l'induction et de l'abduction d'après Gerhard Minnameier.

La notion « d'inférence à la meilleure explication » est souvent présentée comme un développement de la théorie de Peirce sur l'abduction, introduit en 1965 par le philosophe américain Gilbert Harman (en), qui la définit comme l'inférence, à partir du fait qu'une certaine hypothèse pourrait expliquer des données, que cette hypothèse est vraie. Toutefois, en même temps qu'il définit la notion, Harman en souligne le caractère problématique : 

« Il est à présumer qu'un tel jugement est fondé sur des considérations telles que la plus grande simplicité de l'hypothèse envisagée, le fait qu'elle soit plus simple, plus plausible, qu'elle explique plus de choses ou de manière plus générale, et ainsi de suite. Mais je ne souhaite pas contester le fait qu'il y a un problème pour expliquer l'exacte nature de ces considérations. »

Peter Lipton (en) affine cette notion en posant que cette inférence est le produit de plusieurs « filtres épistémiques ». Le premier filtre consiste à ne retenir, parmi un grand nombre d'explications possibles, que les plus plausibles d'entre elles ; le second, à choisir la meilleure d'entre elles. Ce choix, selon Lipton, se fait selon deux critères possibles : soit une hypothèse est plus plausible (likeliest), soit elle est plus explicative (loveliest). Il est question de vérité dans la première, de compréhension dans la seconde, ce qui ne la rend pas nécessairement plus légitime, Lipton donnant pour exemple une théorie du complot, que nous aurons tendance à préférer parce qu'elle est moins triviale et plus précise, tout en fournissant un schéma causal qui unifie notre compréhension des phénomènes,.
Plusieurs auteurs contestent toutefois que l'inférence à la meilleure explication soit une abduction au sens où l'entend Peirce, notamment parce que la première comprend une composante d'induction,, en particulier parce que ce modèle ne rend pas compte de manière satisfaisante d'une analogie comme celle qui intervient dans le test du canard. Tel est notamment le cas de Jaakko Hintikka pour lequel l'assimilation de l'abduction à l'inférence à la meilleure explication est « au mieux une simplification », en ce qu'elle ne tient pas compte du caractère ampliatif (en) et non tautologique de l'abduction en introduisant une confusion entre la logique de la production d'hypothèse et celle de leur préférence. Peirce lui-même observe que l'analogie est une combinaison d'abduction et d'induction mais ne s'étend pas sur le sujet.
| |  |  |
| Deux schémas d'articulation de l'abduction et de l'inférence dans l'analogie d'après Gerhard Minnameier. |  |  |

Gerhard Minnameier distingue deux types pour cette articulation :
- dans le premier type (diagramme de gauche ci-contre), qui concerne des analogies superficielles, l'analogie est comprise comme une forme d'abduction conduisant à concevoir le domaine source de l'analogie (1a) comme un modèle explicatif qui pourrait s'appliquer au domaine cible (1b). Le point « crucial » est alors d'évaluer, de tester à proprement parler, l'inférence que constitue l'induction du domaine source au domaine cible ;
- dans le second type d'analogie (diagramme de droite ci-contre), qui concerne des analogies de structure, la similarité avec le cas analogique est d'abord inférée (1a), ce qui conduit à abduire que le domaine source peut être pertinent (1b), cette hypothèse devant être testée (1c). Minnameier note toutefois que la projection analogique vers le domaine cible (1c) rend l'analogie plausible, mais ne constitue pas un test au sens de l'étape inductive finale (3)[400].

## En tant que sentiment épistémique

Le test du canard-lapin offre un exemple d'équilibre heureusement instable entre le moment catégoriel et le moment observatif, en vertu duquel notre connaissance peut progresser,. La capacité à passer du canard au lapin s'analyse comme une capacité créative à procéder à une restructuration conceptuelle dans une situation ambiguë,.

Le test du canard est, en tant qu'abduction, analysable comme un sentiment épistémique, un sentiment procurant « des informations qu'il eût été difficile, voire impossible d'acquérir par d'autres moyens épistémiques ». Il « nous pouss[e] à croire que nous savons bel et bien quelque chose, avant même de pouvoir nous remémorer ce que nous savons »,. Cette approche permet de comprendre que le test du canard n'est pas une simple implicature conversationnelle obéissant aux « maximes » régissant la conversation, dont l'une prescrit au locuteur de ne pas en dire plus que nécessaire pour atteindre ses objectifs, se limitant par exemple à « convertir », « de manière logiquement malsaine mais empiriquement naturelle », l'affirmation « tout canard cancane » en « tout cancaneur est un canard », mais comme l'expression d'un savoir ne reposant pas sur une preuve, au sens où Hercule Poirot affirme qu'il est « très différent de savoir qu’un homme est coupable et de prouver qu’il l’est ». À cet égard, il n'est pas seulement question d'un examen logique de l'inférence, en termes par exemple d'affirmation du conséquent, mais aussi de celui de la personne qui croit ou qui sait, en termes de « garantie épistémique », dans le cadre d'une épistémologie des vertus examinant la personne en tant « qu'agent épistémique ». Le test du canard peut ainsi s'analyser en termes de vertus épistémiques (en), telles que l'attention, la curiosité ou le discernement, ou en termes de vices épistémiques, tels que la malhonnêteté, le dogmatisme ou la bêtise,.
Dans le domaine de la psychologie, il est souvent fait référence au test du canard sur le plan des vices, pour souligner le renoncement à la pensée critique qu'implique cette analogie. Le test du canard est fréquemment considéré comme un cas classique de biais cognitif,,. Corrélativement, plusieurs biais cognitifs sont soulignés dans ce modèle analogique :
- le biais de représentativité[431],[432],[433], consistant à généraliser à partir de caractéristiques particulières censées être significatives[434] ;
- l'effet de halo ou de contamination[435], consistant à donner un poids excessif à certaines caractéristiques pour conforter un préjugé[436] ;
- le biais de confirmation[437],[438], consistant à privilégier les idées préconçues et à accorder moins de poids à celles qui ne leur sont pas conformes[439] ;
- le biais d'omission (en)[440] consistant à préférer une omission à une effectuation[441].

## Utilisations spécialisées
Le test du canard est utilisé dans des domaines particuliers en vertu de sa capacité à faciliter la représentation de concepts abstraits.

### En science de l'information

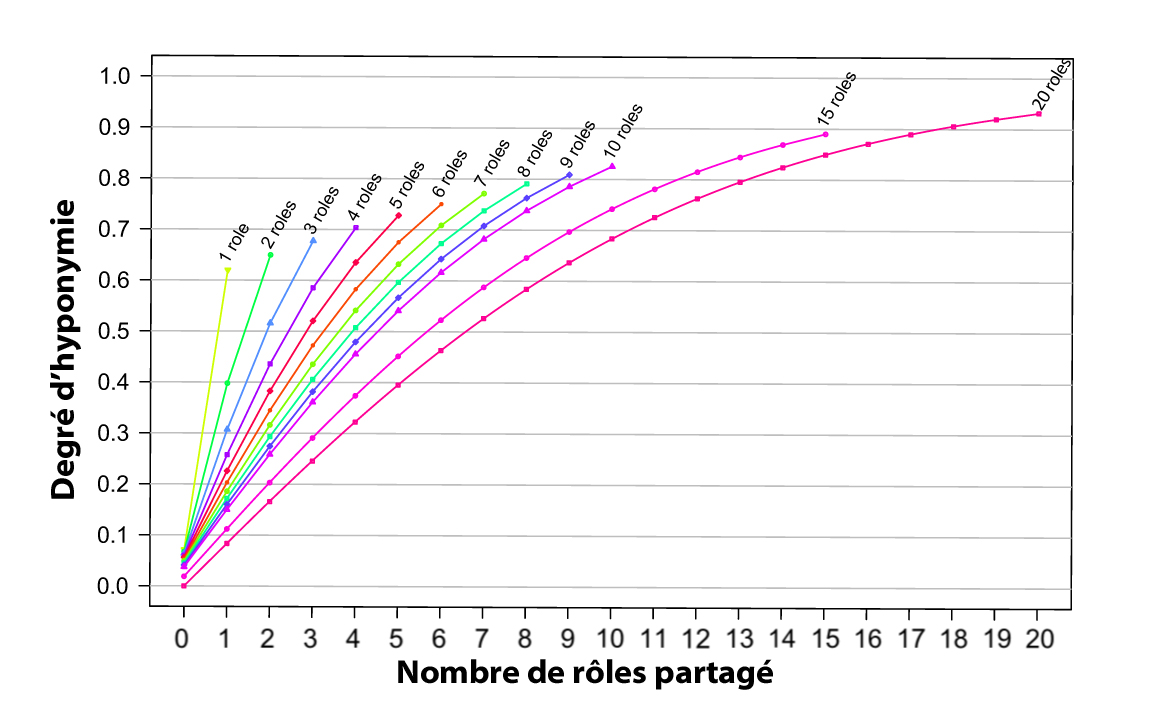
Différents degrés d'hyponymie d'un concept CA par rapport à un concept CB selon le nombre de rôles de CB et le nombre de rôles partagés.

Dans le domaine de la science de l'information, le concept d'ontologie désigne la « spécification formelle et explicite d'une conceptualisation partagée »,. On parle d'alignement d'ontologies pour désigner la mise en correspondance des ensembles de concepts de deux ontologies. Un cas particulier d'alignement est la relation de subsomption, dans laquelle deux termes similaires ne sont pas exactement identiques, l'un, plus général, subsumant l'autre, plus étroit.
Dans un tel contexte, un concept CA faisant partie d'un système conceptuel A devrait en principe, pour pouvoir être considéré comme subsumé par un concept CB d'un système conceptuel B ou être un hyponyme de ce dernier, « hériter » de tous les rôles de CB au sein de B tout en ayant des rôles supplémentaires au sein de A, mais il arrive toutefois dans la pratique que CA n'hérite pas de tous les rôles de CB tout en étant considéré comme subsumé par ce dernier. C'est pour permettre d'appréhender ces situations qu'il est fait recours à une forme spécialisée de test du canard,, inspirée par le typage canard en programmation informatique :
- test du canard : si CA ressemble à CB, s'il nage comme lui, s'il cancane comme lui, c'est alors probablement un CB, il peut être considéré comme un hyponyme de CB, le degré d'hyponymie étant proportionnel au nombre de propriétés partagées ;
- test du canard opposé : si CA ne ressemble pas à CB, s'il ne nage pas comme lui, s'il ne cancane pas comme lui, il n'est probablement pas un hyponyme de CB ; en revanche, s'il se limite à ne pas nager comme CB, la probabilité d'hyponymie augmente ;
- test du canard faible : si CA ressemble à CB et cancane comme CB, c'est probablement un hyponyme de CB, bien qu'on ne sache pas s'il nage comme CB ; dans un tel cas, les propriétés partagées ont un impact plus grand sur le degré d'hyponymie que celles qui ne le sont pas[442],[447].

### En psychométrie

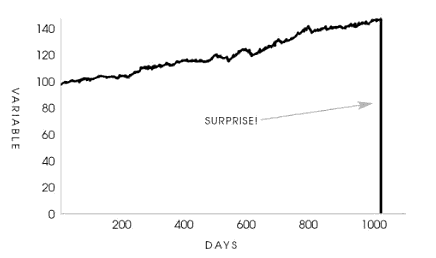
Du point de vue du canard, tout porte à croire que le fermier est son ami, jusqu'au jour où ce dernier le tue,.

La référence au test du canard prend toutefois une connotation positive dans le domaine particulier des études psychométriques, en tant qu'exemple facile à comprendre de l'analyse multitraits-multiméthodes (en), une méthode statistique développée par Donald Campbell et Donald Fiske (en) pour évaluer synthétiquement toutes les corrélations entre des concepts différents mesurés avec des méthodes différentes. L'analogie sert alors à représenter la validité de convergence, le fait qu'une corrélation de traits est indépendante des instruments de mesure utilisés. Le test du canard figure ainsi un recoupement de données les plus hétérogènes possibles en matière de psychologie de la personnalité,,. Selon le psychologue américain Jack Block (en), il s'agit de dégager une constante à partir d'un faisceau d'indicateurs dont chacun, pris individuellement, est équivoque et ambigu, et dont aucun n'est déterminant : les canards ont des pieds palmés, mais il en va de même pour les grenouilles ; ils volent vers le nord au printemps et vers le sud à l'automne, mais les oies aussi, etc..